# Homberg (Efze)

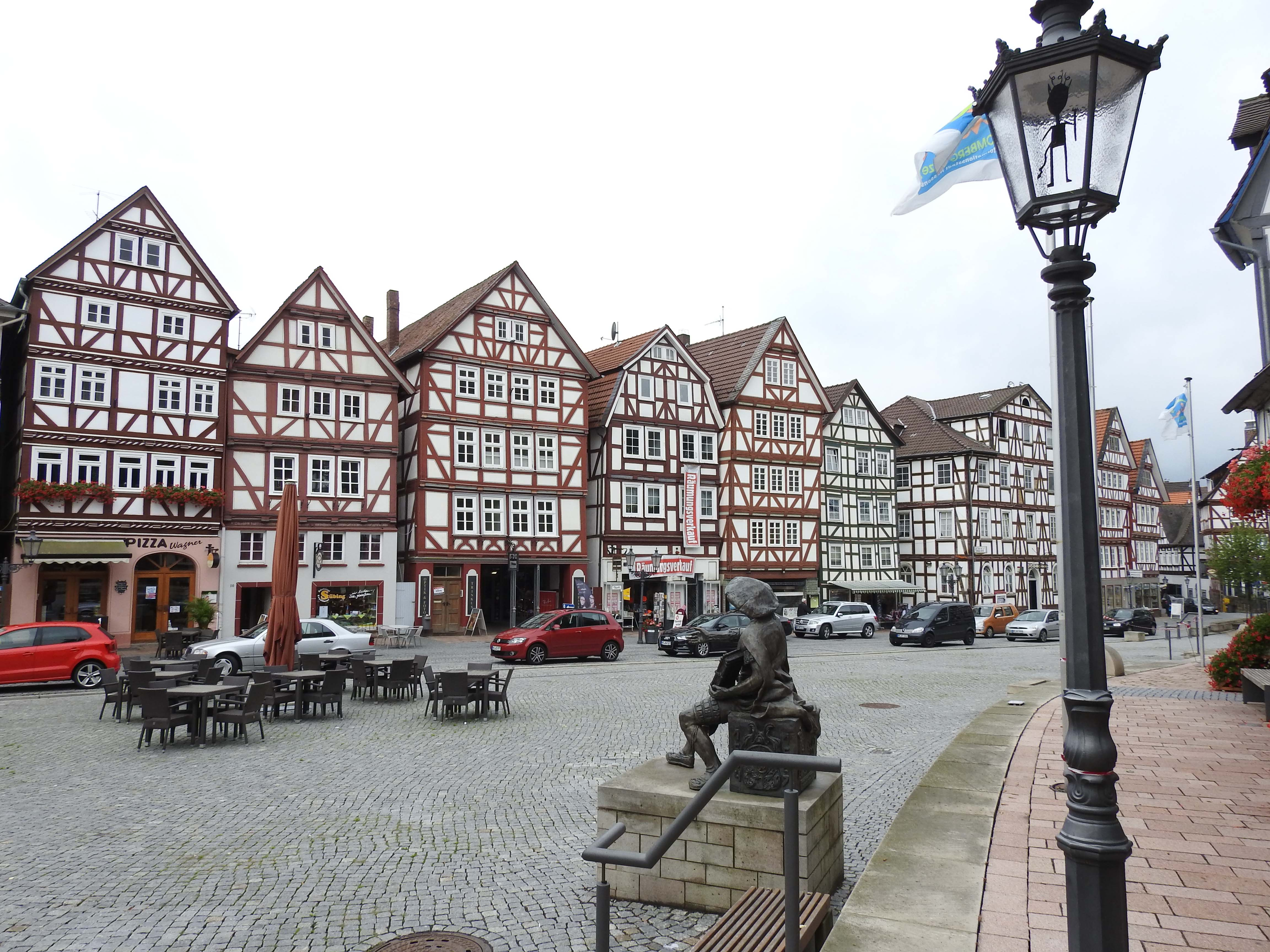
Marktplatz von Nordosten

Homberg (Efze) ist eine Kleinstadt mit ca. 14.000 Einwohnern und Kreisstadt des nordhessischen Schwalm-Eder-Kreises. Ihr Name kommt von der Hohenburg auf dem Basaltkegel oberhalb der Stadt. Sie trägt seit dem 19. Februar 2014 die amtliche Zusatzbezeichnung Reformationsstadt, in Bezug auf die Homberger Synode, bei der die Einführung der Reformation in Hessen beschlossen wurde.

## Geografie
Homberg liegt im Übergangsgebiet zwischen Westhessischer Senke – einem Senkungsgebiet des Tertiärs – und dem Knüllgebirge. Die Stadt selbst erstreckt sich über mehrere Hügel, die größtenteils aus basaltischem Untergrund bestehen. Homberg wird von der Efze durchflossen, die vom Knüll kommend zur Schwalm fließt, die über die Eder zu Fulda und Weser entwässert. Es existierten geringere Kohlevorkommen in der direkten Umgebung. Im Südosten erstreckt sich der Naturpark Knüll.

### Nachbargemeinden
Homberg grenzt im Norden an die Gemeinde Wabern, die Stadt Felsberg und die Gemeinde Malsfeld, im Osten an die Gemeinde Knüllwald, im Süden an die Stadt Schwarzenborn sowie im Westen an die Gemeinde Frielendorf und die Stadt Borken (alle im Schwalm-Eder-Kreis).

### Stadtgliederung
Homberg besteht neben der Kernstadt aus den folgenden Stadtteilen:
| - Allmuthshausen mit dem Dorf Rückersfeld - Berge - Caßdorf - Dickershausen - Holzhausen | - Hombergshausen mit der Siedlung Lengemannsau - Hülsa - Lembach - Lützelwig - Mardorf | - Mörshausen - Mühlhausen - Relbehausen - Rodemann - Roppershain - Sondheim | - Steindorf - Waßmuthshausen - Welferode - Wernswig |

Die Stadt Homberg (Efze) schloss sich im Rahmen der Gebietsreform in Hessen zunächst am 1. Februar 1971 mit den Gemeinden Dickershausen, Holzhausen bei Homberg, Lützelwig, Mörshausen und Welferode zusammen, denen am 1. Oktober 1971 dann Wernswig folgte. Schließlich kamen am 31. Dezember 1971 noch die Gemeinden Allmuthshausen (seit 1. September 1968 bereits bestehend aus den Gemeinden Allmuthshausen und Rückersfeld), Berge, Caßdorf, Hombergshausen, Hülsa, Lembach, Mardorf, Mühlhausen, Relbehausen, Rodemann, Roppershain, Sondheim, Steindorf und Waßmuthshausen hinzu. Sitz der Verwaltung ist Homberg (Efze). Die Einwohner verteilen sich mit gut 8.000 auf die Kernstadt Homberg und mit insgesamt knapp 6.000 auf die Eingemeindungen.

## Geschichte

### Stadtgründung und Entwicklung
Homberg ist eine Gründung der hessisch-thüringischen Landgrafen und wurde als Stadt urkundlich erstmals 1231 beurkundet. Der Name stammt von der Hohenburg, der Burg über Homberg.
Als Stadtgründungsjahr kann das Jahr 1231 angenommen werden. Im Jahr 1231 wurden in einer Urkunde die burgenses von Homber und ein vicillicus Eberhard erwähnt. Landgraf Konrad und seine Nachfolger förderten die Stadt weiter, um die landgräfliche Herrschaft gegen die Erzbischöfe von Mainz im benachbarten Fritzlar zu sichern und zu stärken. Die Efzeaue hatte bereits zuvor als strategischer Stützpunkt an der Handelsstraße Lange Hessen (von Frankfurt nach Leipzig) und der Straße von Fritzlar nach Hersfeld fungiert.
Schon 1231 war von einer Doppelstadt unterhalb der Burg die Rede, mit der Altstadt als Oberstadt und der sogenannten Freiheit als Unterstadt. Im Jahr 1269 gründeten Prämonstratenserinnen aus dem Kloster Eppenberg bei Gensungen ein Stift in Homberg, das Kloster St. Georg.
Die Freiheit war von 1356 bis 1536 ein selbständiger Ort mit eigenem Bürgermeister, Verwaltung und Kirche. Die Bürger umgaben die neugegründete Stadt mit einem bis zu zwei Meter dicken und je nach Lage acht bis zehn Meter hohen Mauerring aus heimischem Basalt. 15 Türme sicherten die Befestigungen. Die Oberstadt hatte drei Stadttore, die Unterstadt zwei. 1536 wurden Stadt Homberg und Stadtteil Freiheit durch das heute noch erhaltene Neue Tor miteinander verbunden.
Von 1346 bis 1349 wütete die Pest in Homberg.
Die Handwerker- und Handelsstadt Homberg blühte auf, Wollhandel und wollverarbeitende Berufe legten den Grundstein für die Entwicklung zu einer der wohlhabendsten Städte der Landgrafschaft. Die Zunftbriefe der Schuhmacher und Lohgerber 1345, der Böttcher und Wagner von 1404 und der Leineweber 1428 belegen die Bedeutung der Zünfte in Homberg. Zeichen dieses Wohlstandes war auch die Grundsteinlegung für den Bau der Stadtkirche St. Marien im Jahr 1340. 1318 und 1356 legten Brände die Stadt in Schutt und Asche. 1372 brannte die Freiheit nieder.
Landtage der hessischen Stände fanden auf Grund der guten Erreichbarkeit in den Jahren 1508, 1509, 1514, 1518 und 1536 in Homberg in der Stadtkirche statt. Die von Landgraf Philipp dem Großmütigen einberufene Homberger Synode vom 20. bis 22. Oktober 1526 markiert einen Höhepunkt in der Homberger Geschichte, als die Einführung der Reformation in Hessen beschlossen wurde. Der Beiname Reformationsstadt Hessens weist auf dieses Ereignis hin. 1572 tagte der Landtag erneut in Homberg.

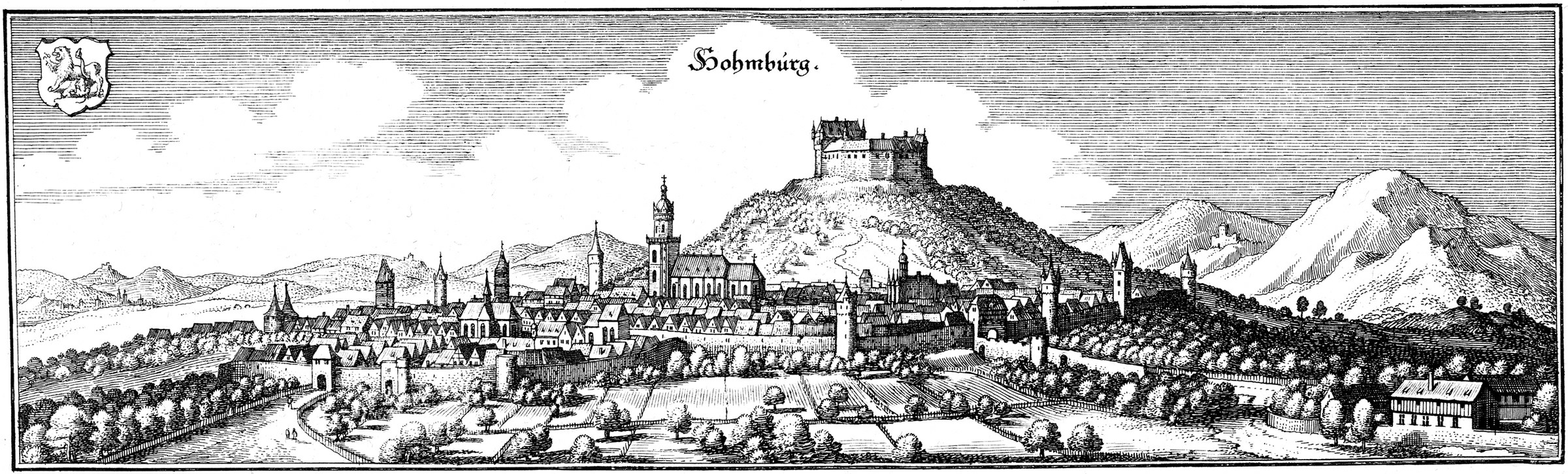
Historische Stadtansicht von Matthäus Merian, 1655

Im Laufe der Jahrhunderte brannte die Stadt mehrfach nieder. Im Dreißigjährigen Krieg wurden Burg und Stadt Homberg 1636 und 1640 bis auf wenige Häuser zerstört. Die Burg wurde zur Ruine.
Matthäus Merian der Jüngere schrieb 1655 in der Topographia Hassiae et regionum vicinarum:
„Homberg/in Niederhesen/Schloss/Ampt/und Statt ist aus den vornembste Oertern Einer“
Von 1783 bis 1831 war der Ort Sitz des freiadligen Damenstifts Wallenstein. Im Jahre 1807 wurde unter der französischen Herrschaft das Kanton- und Friedensgericht Homberg eingerichtet. 1809 ging ein Aufstand gegen Jérôme Bonaparte unter der Führung von Wilhelm von Dörnberg von Homberg aus. 1814 wurde das Amt Homberg geschaffen, aus dem 1821 der Kreis Homberg und das Justizamt Homberg hervorgingen. Nach der Annexion des Kurfürstentums Hessen-Kassel wurde Homberg 1867 Sitz einer preußischen Kreisverwaltung und eines Amtsgerichtes. Im Jahre 1932 wurden die Kreise Homberg und Fritzlar zum Kreis Fritzlar-Homberg (1939 umbenannt in Landkreis Fritzlar-Homberg) zusammengelegt und Homberg verlor den Sitz der Kreisverwaltung. Mit der hessischen Gebiets- und Verwaltungsreform 1974 wurde Homberg Kreisstadt des neuen Schwalm-Eder-Kreises.
Der amtliche Name der Stadt war Homberg, Bezirk Kassel. Dieser wurde am 1. Januar 1974 in Homberg und schließlich am 1. Januar 1977 in den heutigen Namen Homberg (Efze) geändert.
Zwei Jahre später war der Hessentag in Homberg zu Gast. Das größte Landesfest Deutschlands zog rund 810.000 Gäste an. Der Hessentag bescherte der Stadt jedoch ein Defizit von ca. drei Millionen EUR.
Bis 2006 bestand das Amtsgericht Homberg (Efze).

### Garnisonszeit
In der 1961 fertiggestellten Dörnberg-Kaserne rückten der Stab der Panzergrenadierbrigade 5, das Feldartilleriebataillon 55 und Panzereinheiten ein. In der Ostpreußen-Kaserne waren Einheiten von 1967 bis 2005 stationiert.

### Geschichte der Burg

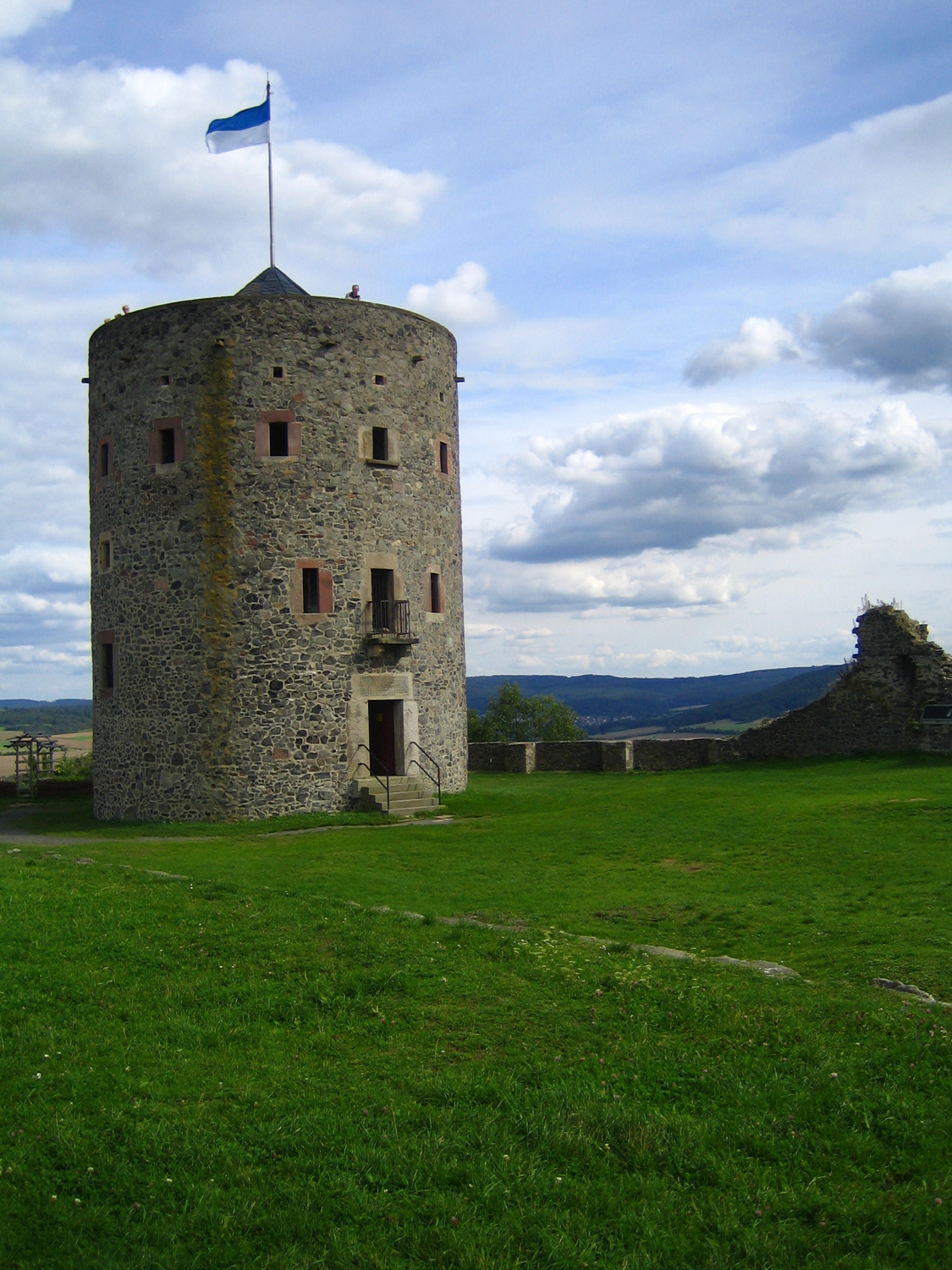
Aussichtsturm auf der Hohenburg

Homberg lag im Schnittpunkt zweier historischer Handelsstraßen, der Straße von Fritzlar über Homberg nach Hersfeld und der Langen Hessen. Aufgrund der Lage des Schlossberges, eines steil aus der Efzeaue aufragenden Basaltkegels, kam dem Standort eine wichtige strategische Bedeutung zu.
Die einstige Burg Homberg ist vermutlich vor 1190 durch Mitglieder der Familie derer von Homberg erbaut worden. Das Geschlecht der Hohenberg (oder Hohenberc), das erstmals mit Rentwich de Hohenberc 1162 urkundlich erwähnt wurde, starb 1427 mit Simon vom Hohen Berg aus. Um 1190 wurde die Burg als landgräflich bezeichnet. Sie war Amtssitz der landgräflichen Verwaltung. Zusammen mit der Stadt bildete die Burg eine Einheit.
1508 war der Bruder des hessischen Landgrafen, Erzbischof Hermann IV. von Köln, Eigentümer der Burg und ließ sie aufwendig umbauen. Eine Bronzetafel, die bei Grabungsarbeiten auf der Burg gefunden wurde, trägt die Inschrift: Herman von Gotzes gnaden Erzbyschoff zu Colne, des heiligen romschyn richs durch Ytalien, Ertzcantzler, Kurfürst, Herzog zu Westvaln und Engern, des Stifts zu Paderborn, Administrator A(nno) 1508. Die Bronzeplatte befindet sich im Heimatmuseum der Stadt Homberg. Sie zeichnet sich durch bemerkenswerte Ziselierarbeit aus und wird von dem erzbischöflichen und landgräflichen Wappen geschmückt.

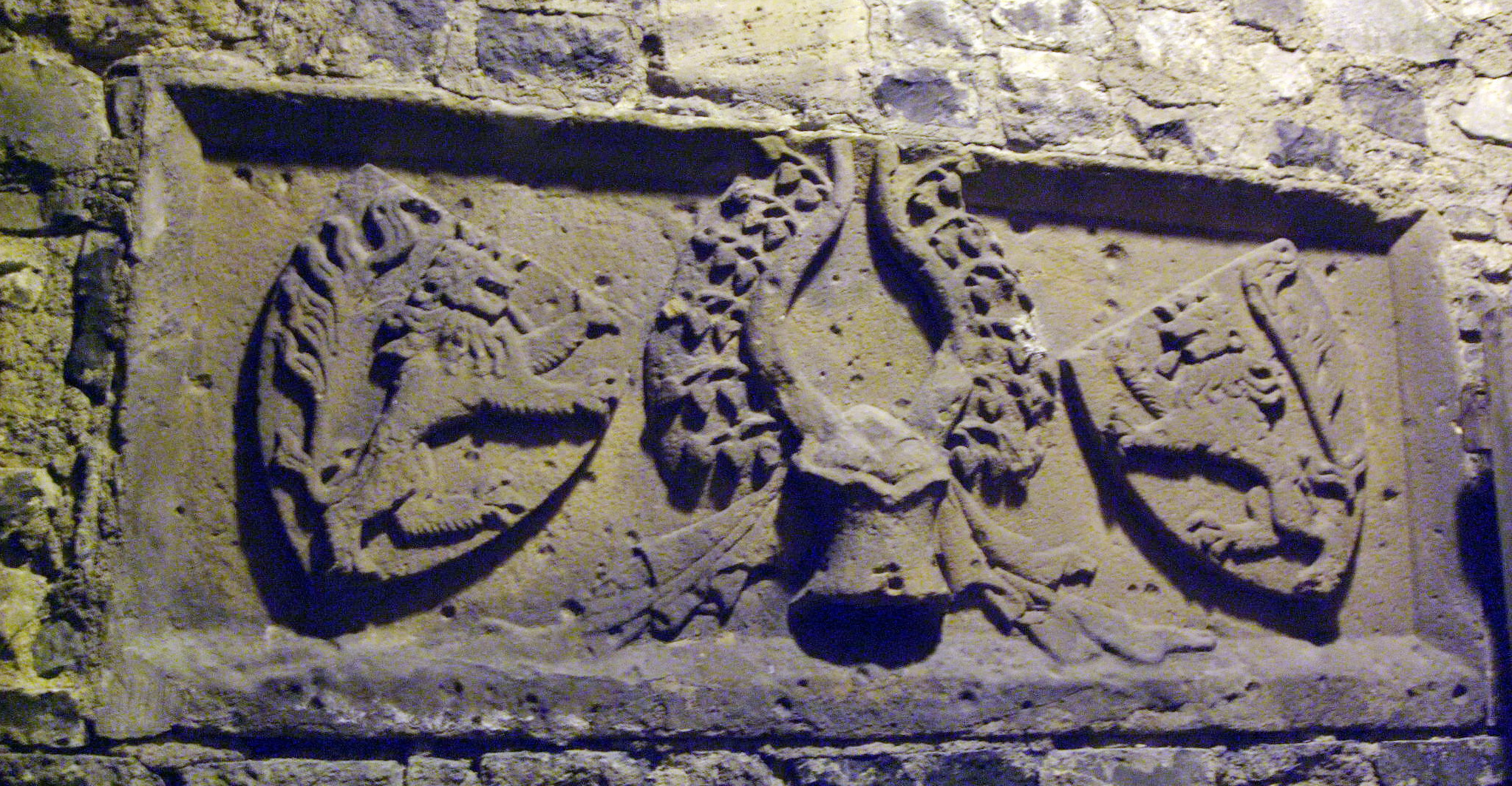
Wappenstein Auf der Hohenburg

Landgraf Moritz ließ von 1605 bis 1613 für 25.000 Gulden (6100 Reichstaler) den wieder freigelegten Burgbrunnen, welcher mit einer Tiefe von 150 Meter zu den tiefsten Brunnen Deutschlands gehört, errichten. Wenn man den Feingoldgehalt des Guldens in dieser Zeit zugrunde legt (0,245 Gramm), entspricht diese Summe einem Goldklumpen von über sechs Kilogramm. Die Landgrafen von Hessen-Kassel wahrten im Dreißigjährigen Krieg zunächst bis 1631 Neutralität. Ab 1634 wurde der Krieg nach Hessen hereingetragen. Am 16. Juli 1636 wurde die Stadt Homberg durch kaiserliche Truppen besetzt. Die Belagerung der Burg durch General Johann von Götzen mit einem kaiserlichen Heer von 13.000 Mann konnte jedoch erfolgreich abgewehrt werden. Eine erneute Belagerung am 3. August 1636 führte wegen mangelnder Wasserversorgung der Burginsassen zur Kapitulation von Burg und Stadt. Die Burg wurde bis auf wenige erhalten gebliebene Gebäude gebrandschatzt. Generalwachtmeister Rabenhaupt belagerte vom 28. bis 30. Januar 1648 die Burg und konnte sie für die Landgrafschaft Hessen-Kassel zurückerobern. Am 9. Februar 1648 kam es zur erneuten Kapitulation. Die stark zerstörte Burg verfiel im Laufe der Jahrhunderte. Teilweise wurde sie als Steinbruch für den Wiederaufbau der ebenfalls stark zerstörten Stadt Homberg genutzt, sodass noch heute viele Bauteile der ehemaligen Burg im Stadtbild wiederzufinden sind.

### Stadtplanung
Wie die meisten deutschen Städte dürfte Homberg in der Regierungszeit der Staufer (1138–1254) planmäßig angelegt worden sein. Bauliche Besonderheiten in dem Stadtbild von Homberg weisen auf eine nicht auf den ersten Blick erkennbare Stadtplanung hin. Homberg ist an sich eine Doppelstadt, sie besteht aus der Altstadt, 1231 erstmals urkundlich erwähnt, und der Freiheit. Die Freiheit war eine selbstständige Stadt, sie wurde 1356 gegründet und 1536 mit der Altstadt vereinigt.
Die Altstadt selbst bestand aus drei Geburden (Gebündnis). In der Aufsicht auf den Stadtplan erkennt man die drei Hauptzugänge der Stadt über die ehemaligen Toreingänge: Westheimer Tor, Obertor und Holzhäuser Tor.
Mittelpunkt und Zielpunkt aller Wegeverbindungen ist der Marktplatz, überragt von der Stadtkirche St. Marien, die ehemals von dem Friedhof der Stadt umgeben war. Einen regelmäßigen Grundriss weist die Stadt nicht auf. Doch eines ist der Stadt mit vielen mittelalterlichen Stadtgründungen gemein, das erst auf den zweiten Blick erkennbar wird: Die mittelalterlichen Stadtplaner verwandten bei der Anlage von Straßen das bewusste Krümmen und das Versetzen der Kreuzungen oder Einmündungen von Straßen und Gassen. Insbesondere wurde die Straßenkrümmung als ästhetisches Mittel bei der Anlage der heutigen Untergasse eingesetzt. Durch eine gekrümmte Straßenführung wurde der Straßenraum optisch begrenzt, es entstand ein geschlossener Straßenraum, am Endpunkt war ein in die Blickachse geschobenes Haus zu erkennen. In der Untergasse war es das ehemalige Brauhaus der Stadt, ein Eckhaus der Enten- und Untergasse. In der Untergasse ist die ehemalige Straßenführung im Rahmen der Stadtsanierung verschwunden, sie ist nur noch an der Häuserstellung oder in der Aufsicht auf die Stadt zu erkennen.
Der gleiche Effekt wurde erreicht, indem die Stadtplaner die Seitengassen gegeneinander versetzt oder ohne gradlinige Fortsetzung auf eine der Hauptstraßen münden ließen. Durch diese geschickten Planungen wurden Zugerscheinungen vermieden.
Eine weitere Möglichkeit, Zugluft in den Städten zu vermeiden, war das Versetzen bzw. Vorspringen einzelner Häuser oder Straßenabschnitte aus der Straßenachse. Dieser stadtplanerische Trick ist noch im Bereich der Oberen Westheimer Straße sehr gut zu erkennen. Auch im Bereich der unteren Westheimer Straße bestand ein solcher Versprung, der aber im Laufe der Jahrhunderte verschwunden ist.

### Eingemeindungen 1971
Zum 1. Februar 1971 wurden im Zuge der Gebietsreform in Hessen die bis dahin selbständigen Gemeinden Dickershausen, Holzhausen bei Homberg, Lützelwig, Mörshausen und Welferode auf freiwilliger Basis als Stadtteile der Stadt Homberg, Bezirk Kassel, eingegliedert. Am 1. Oktober 1971 kam Wernswig hinzu. Allmuthshausen, Berge, Caßdorf, Hombergshausen, Hülsa, Lembach, Mardorf, Mühlhausen, Relbehausen, Rodemann, Roppershain, Sondheim, Steindorf und Waßmuthshausen folgten am 31. Dezember 1971. Für die in der Kreisstadt Homberg (Efze) eingegliederten ehemals selbständigen Gemeinden  (Stadtteile) wurden Ortsbezirke mit Ortsbeirat und Ortsvorsteher nach der Hessischen Gemeindeordnung gebildet.

## Bevölkerung

### Einwohnerstruktur 2011
Nach den Erhebungen des Zensus 2011 lebten am Stichtag, dem 9. Mai 2011, in Homberg (Efze) 13.949 Einwohner. Darunter waren 616 (4,4 %) Ausländer, von denen 161 aus dem EU-Ausland, 207 aus anderen europäischen Ländern und 242 aus anderen Staaten kamen. Von den deutschen Einwohnern hatten 19,2 % einen Migrationshintergrund. (Bis zum Jahr 2020 erhöhte sich die Ausländerquote auf 12,4 %.) Nach dem Lebensalter waren 2322 Einwohner unter 18 Jahren, 5656 zwischen 18 und 49, 3025 zwischen 50 und 64 und 2947 Einwohner waren älter. Die Einwohner lebten in 6141 Haushalten. Davon waren 1985 Singlehaushalte, 1761 Paare ohne Kinder und 1722 Paare mit Kindern, sowie 572 Alleinerziehende und 101 Wohngemeinschaften. In 1490 Haushalten lebten ausschließlich Senioren und in 4034 Haushaltungen lebten keine Senioren.

### Einwohnerentwicklung
| Quelle: Historisches Ortslexikon |                                             |
| • um 1490:                       | 240 wehrhafte Männer                        |
| • 1575:                          | 474 Hausgesesse                             |
| • 1587:                          | 480 Mannschaft                              |
| • 1639:                          | 153 verheiratete, 50 verwitwete Hausgesesse |
| • 1705:                          | 379 Hausgesesse                             |
| • 1731:                          | 1950 Einwohner                              |
| • 1747:                          | 328 Hausgesesse                             |
| • 1748:                          | 2520 Einwohner                              |

| Homberg (Efze): Einwohnerzahlen von 1834 bis 2020 | Homberg (Efze): Einwohnerzahlen von 1834 bis 2020 | Homberg (Efze): Einwohnerzahlen von 1834 bis 2020 | Homberg (Efze): Einwohnerzahlen von 1834 bis 2020 | Homberg (Efze): Einwohnerzahlen von 1834 bis 2020 |
| --- | ------------------------------------------------- | ------------------------------------------------- | ------------------------------------------------- | ------------------------------------------------- |
| Jahr |                                                   |                                                   |                                                   | Einwohner                                         |
| 1834 | 1834                                              |                                                   | 3.686                                             | 3.686                                             |
| 1840 | 1840                                              |                                                   | 3.766                                             | 3.766                                             |
| 1846 | 1846                                              |                                                   | 3.798                                             | 3.798                                             |
| 1852 | 1852                                              |                                                   | 3.678                                             | 3.678                                             |
| 1858 | 1858                                              |                                                   | 3.443                                             | 3.443                                             |
| 1864 | 1864                                              |                                                   | 3.446                                             | 3.446                                             |
| 1871 | 1871                                              |                                                   | 3.001                                             | 3.001                                             |
| 1875 | 1875                                              |                                                   | 3.212                                             | 3.212                                             |
| 1885 | 1885                                              |                                                   | 3.469                                             | 3.469                                             |
| 1895 | 1895                                              |                                                   | 3.321                                             | 3.321                                             |
| 1905 | 1905                                              |                                                   | 3.596                                             | 3.596                                             |
| 1910 | 1910                                              |                                                   | 3.714                                             | 3.714                                             |
| 1925 | 1925                                              |                                                   | 3.520                                             | 3.520                                             |
| 1939 | 1939                                              |                                                   | 4.339                                             | 4.339                                             |
| 1946 | 1946                                              |                                                   | 6.164                                             | 6.164                                             |
| 1950 | 1950                                              |                                                   | 6.423                                             | 6.423                                             |
| 1956 | 1956                                              |                                                   | 5.884                                             | 5.884                                             |
| 1961 | 1961                                              |                                                   | 6.086                                             | 6.086                                             |
| 1967 | 1967                                              |                                                   | 7.314                                             | 7.314                                             |
| 1973 | 1973                                              |                                                   | 14.603                                            | 14.603                                            |
| 1975 | 1975                                              |                                                   | 14.527                                            | 14.527                                            |
| 1980 | 1980                                              |                                                   | 14.384                                            | 14.384                                            |
| 1985 | 1985                                              |                                                   | 14.140                                            | 14.140                                            |
| 1990 | 1990                                              |                                                   | 14.853                                            | 14.853                                            |
| 1995 | 1995                                              |                                                   | 15.388                                            | 15.388                                            |
| 2000 | 2000                                              |                                                   | 15.328                                            | 15.328                                            |
| 2005 | 2005                                              |                                                   | 14.686                                            | 14.686                                            |
| 2010 | 2010                                              |                                                   | 14.263                                            | 14.263                                            |
| 2011 | 2011                                              |                                                   | 13.949                                            | 13.949                                            |
| 2015 | 2015                                              |                                                   | 13.907                                            | 13.907                                            |
| 2020 | 2020                                              |                                                   | 13.926                                            | 13.926                                            |
| Datenquelle: Historisches Gemeindeverzeichnis für Hessen: Die Bevölkerung der Gemeinden 1834 bis 1967. Wiesbaden: Hessisches Statistisches Landesamt, 1968. Weitere Quellen: ; Hessisches Statistisches Informationssystem; Zensus 2011 Nach 1970 einschließlich der im Zuge der Gebietsreform in Hessen eingegliederten Orte. |                                                   |                                                   |                                                   |                                                   |

### Historische Erwerbstätigkeit
| Quelle: Historisches Ortslexikon | |
| • 1748:                          | Erwerbspersonen: 16 Gewandreißer, 35 Leineweber, 26 Wolltuchmacher, 6 Färber, 18 Wollspinner; insgesamt 294 Handel- und Gewerbetreibende, 77 Tagelöhner. |
| • 1838:                          | Familien: 9 Ackerbau, 24 Gewerbe, 6 Tagelöhner. |
| • 1961:                          | Erwerbspersonen: 107 Land- und Forstwirtschaft, 962 Produzierendes Gewerbe, 511 Handel und Verkehr, 782 Dienstleistungen und Sonstiges.                  |

## Religion

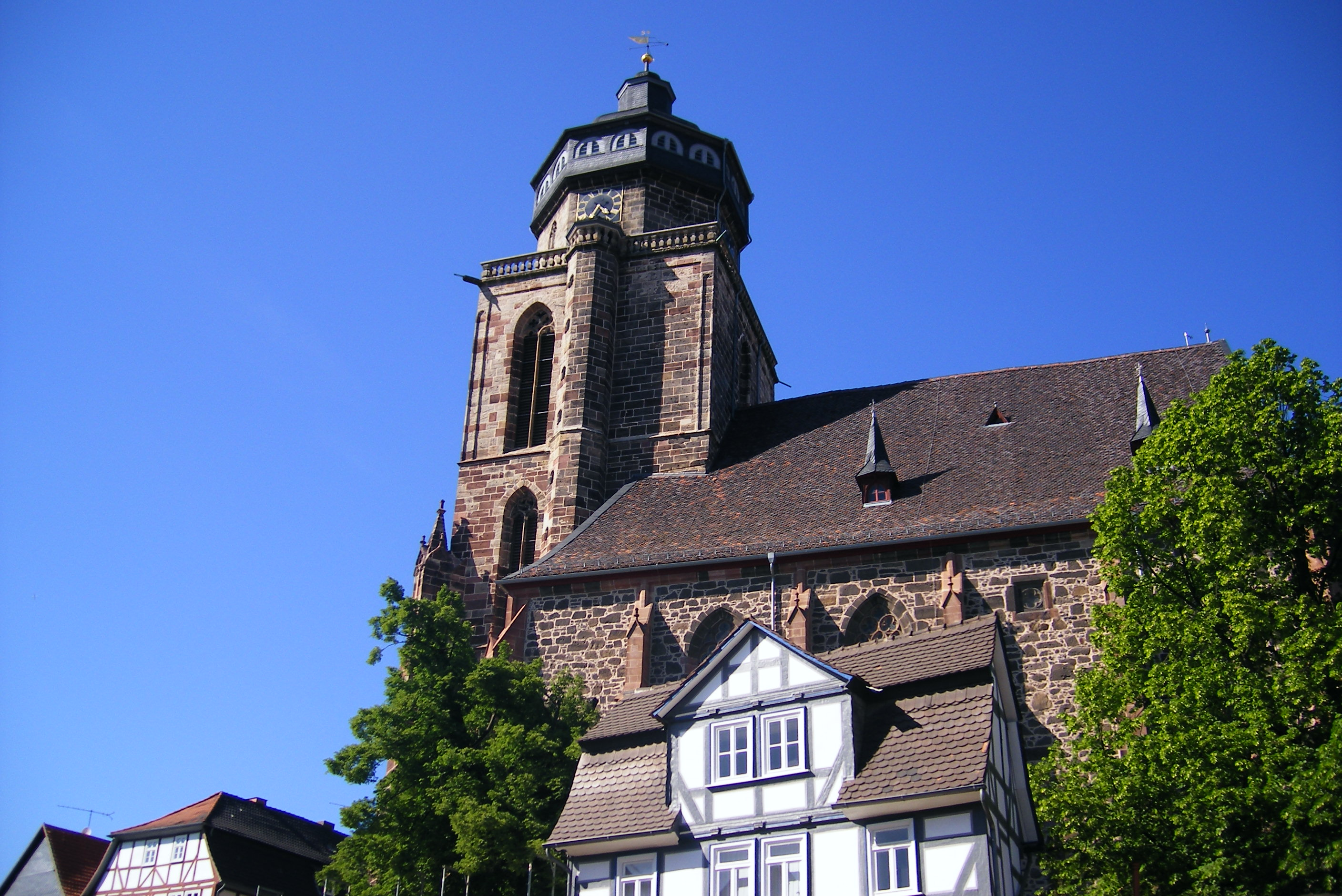
Die ev. Stadtkirche mit der Kirchhofslinde

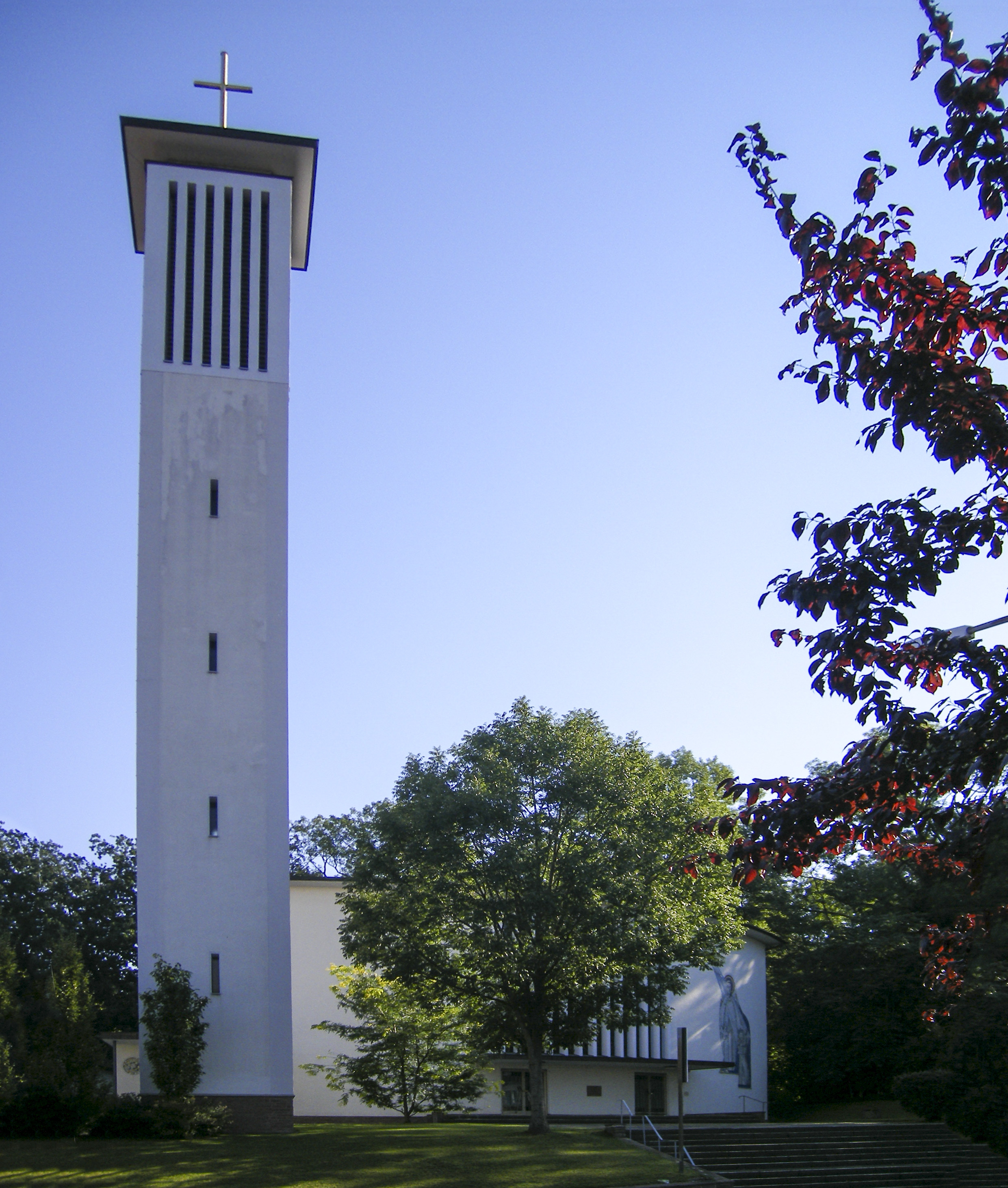
Die katholische Christus-Epheta-Kirche mit ihrem 30 m hohen schlanken Glockenturm

### Historische Religionszugehörigkeit
| Quelle: Historisches Ortslexikon | |
| • 1835:                          | 3544 evangelische, 4 katholische Einwohner |
| • 1861:                          | 3485 evangelisch-reformierte, 14 evangelisch-lutherische, 17 evangelisch-unierte, 23 katholische Einwohner                                          |
| • 1885:                          | 3382 evangelische (= 97,49 %), 72 katholische (= 2,08 %), 15 jüdische (= 0,43 %) Einwohner                                                          |
| • 1961:                          | 4884 evangelische (= 80,25 %), 1076 katholische (= 17,68 %) Einwohner                                                                               |
| • 1987:                          | 10.737 evangelische (= 76,5 %), 2202 katholische (= 15,7 %), 1089 sonstige (= 7,8 %) Einwohner                                                      |
| • 2011:                          | 9110 evangelische (= 85,6 %), 2270 katholische (= 16,3 %), 120 orthodoxe (= 0,9 %), 350 andersgläubig (= 2,6 %), 1890 sonstige (= 13,6 %) Einwohner |

### Evangelisch
Die evangelische Homberger Stadtkirche stammt aus dem 13. Jahrhundert und steht am Marktplatz 15.

### Katholisch
Die katholische Pfarrkirche Christus Epheta wurde in 1956/57 errichtet. Das katholische Gemeindezentrum befindet sich in der Kasseler Straße 6/6A neben dem Pfarrhaus und der Pfarrkirche.

### Jehovas Zeugen
Jehovas Zeugen haben in Homberg (Efze) zwei Gemeinden (in deutscher und russischer Sprache). Beide Gemeinden treffen sich im Königreichssaal in der August-Vilmar-Straße 21. Den beiden Gemeinden gehören circa 150 Mitglieder an.

## Politik

### Stadtverordnetenversammlung
Die Kommunalwahl am 14. März 2021 lieferte folgendes Ergebnis, in Vergleich gesetzt zu früheren Kommunalwahlen:
| Stadtverordnetenversammlung – Kommunalwahlen 2021 | Stadtverordnetenversammlung – Kommunalwahlen 2021                                 |
| --- | --------------------------------------------------------------------------------- |
| Stimmenanteil in %Wahlbeteiligung 47,5 % 403020100 31,2 (+3,2)29,0 (+2,2)22,0 (−2,0)11,6 (+4,2)6,2 (−0,8)n. k. (−6,9) SPDCDUFWGGrüneFDPBLHf20162021Anmerkungen:f Bürgerliste Homberg | SitzverteilungInsgesamt 37 Sitze - SPD: 12 - Grüne: 4 - FWG: 8 - CDU: 11 - FDP: 2 |

| Parteien und Wählergemeinschaften | Parteien und Wählergemeinschaften           | % 2021 | Sitze 2021 | % 2016 | Sitze 2016 | % 2011 | Sitze 2011 | % 2006 | Sitze 2006 | % 2001 | Sitze 2001 |
| --------------------------------- | ------------------------------------------- | ------ | ---------- | ------ | ---------- | ------ | ---------- | ------ | ---------- | ------ | ---------- |
| SPD                               | Sozialdemokratische Partei Deutschlands     | 31,2   | 12         | 28,0   | 10         | 35,5   | 13         | 40,5   | 15         | 45,5   | 17         |
| CDU                               | Christlich Demokratische Union Deutschlands | 29,0   | 11         | 26,8   | 10         | 33,5   | 12         | 42,6   | 16         | 36,4   | 14         |
| FWG                               | Freie Wählergemeinschaft                    | 22,0   | 8          | 24,0   | 9          | 15,0   | 6          | —      | —          | —      | —          |
| Grüne                             | Bündnis 90/Die Grünen                       | 11,6   | 4          | 7,4    | 3          | 11,3   | 4          | 8,3    | 3          | 9,1    | 3          |
| FDP                               | Freie Demokratische Partei                  | 6,2    | 2          | 7,0    | 3          | 4,8    | 2          | 8,6    | 3          | 9,0    | 3          |
| BLH                               | Bürgerliste Homberg                         | —      | —          | 6,9    | 2          | —      | —          | —      | —          | —      | —          |
| Gesamt                            | Gesamt                                      | 100    | 37         | 100    | 37         | 100    | 37         | 100    | 37         | 100    | 37         |
| Wahlbeteiligung in %              | Wahlbeteiligung in %                        | 47,5   | 47,5       | 52,5   | 52,5       | 53,8   | 53,8       | 52,1   | 52,1       | 58,8   | 58,8       |

### Bürgermeister
Nach der hessischen Kommunalverfassung wird der Bürgermeister für eine sechsjährige Amtszeit gewählt, seit dem Jahr 1993 in einer Direktwahl, und ist Vorsitzender des Magistrats, dem in der Stadt Homberg (Efze) neben dem Bürgermeister ehrenamtlich ein Erster Stadtrat und zehn weitere Stadträte angehören. Bürgermeister ist seit dem 19. Juli 2014 der parteiunabhängige Nico Ritz. Er wurde als Nachfolger von Martin Wagner (CDU), der nach zwei Amtszeiten nicht wieder kandidiert hatte, am 15. Juni 2014 in einer Stichwahl bei 49,6 Prozent Wahlbeteiligung mit 63,3 Prozent der Stimmen gewählt. Es folgte eine Wiederwahl ohne Gegenkandidaten im Februar 2020.
Amtszeiten der Bürgermeister
- 1966–1990 Horst Gunkel (SPD)[31]
- 1990–2002 Helmut Blau (SPD)
- 2002–2014 Martin Wagner (CDU)
- 2014–2026 Nico Ritz[26]

### Ortsbeiräte
Für die in der Kreisstadt Homberg (Efze) eingegliederten ehemals selbständigen Gemeinden (Stadtteile) besteht je ein Ortsbezirk nach Maßgabe der §§ 81 und 82 HGO und des Kommunalwahlgesetzes in der jeweils gültigen Fassung.
Die Ortsbeiräte bestehen aus drei bis neun Mitgliedern. Der Ortsbeirat des Ortsbezirks wird im Rahmen der Kommunalwahlen gewählt und bestimmt aus seiner Mitte den/die Ortsvorsteher/in. Die Ortsbezirksgrenzen entsprechen den Gemarkungen der eingegliederten ehemaligen Gemeinden.

### Wappen und Banner
| Wappen von Homberg | Blasonierung: „In Blau oben ein schreitender, rotgezungter und -bewehrter goldener (gelber) Löwe; unten zwei kleinere zugewendete, rotbezungte und -bewehrte steigende goldene (gelbe) Löwen.“ |
| Wappen von Homberg | Wappenbegründung: Das Wappen wurde am 19. Dezember 1968 vom Hessischen Ministerium des Innern genehmigt. Das Wappen ist abgeleitet von Siegeln aus dem 13. und 14. Jahrhundert, welche bereits Löwen zeigten. Die Darstellung des über drei Felsspitzen schreitenden bunten Löwen im Siegel des 14. Jahrhunderts verursachte das durch die zeitgenössische naturwissenschaftliche Literatur bestärkte Missverständnis, es handele sich um mehrere Löwen. Zuerst sind es drei und seit dem Siegel von 1639 nur noch zwei junge Löwen. Diese Darstellung übernahmen auch die Wappenbücher und schließlich auch Otto Hupp, da die Stadt sie selbst anerkennt. Ab 1505 wurde auch ein Wappen mit drei Kleeblättern gezeigt, welches als „echtes Wappen“ bezeichnet wird. |

Banner
|  | 00Banner: „Das Banner ist blau-weiß längsgestreift mit dem aufgelegten Wappen oberhalb der Mitte.“ |

### Städtepartnerschaften
Homberg unterhält mit folgenden Städten eine Städtepartnerschaft:
- Stolin, Woblast Brest, Belarus, seit Oktober 1992
- Bridgwater, Somerset, Vereinigtes Königreich
- Fresnes, Val-de-Marne, Frankreich, seit dem Partnerschaftsvertrag vom Juni 2008

## Kultur und Sehenswürdigkeiten

### Bauwerke

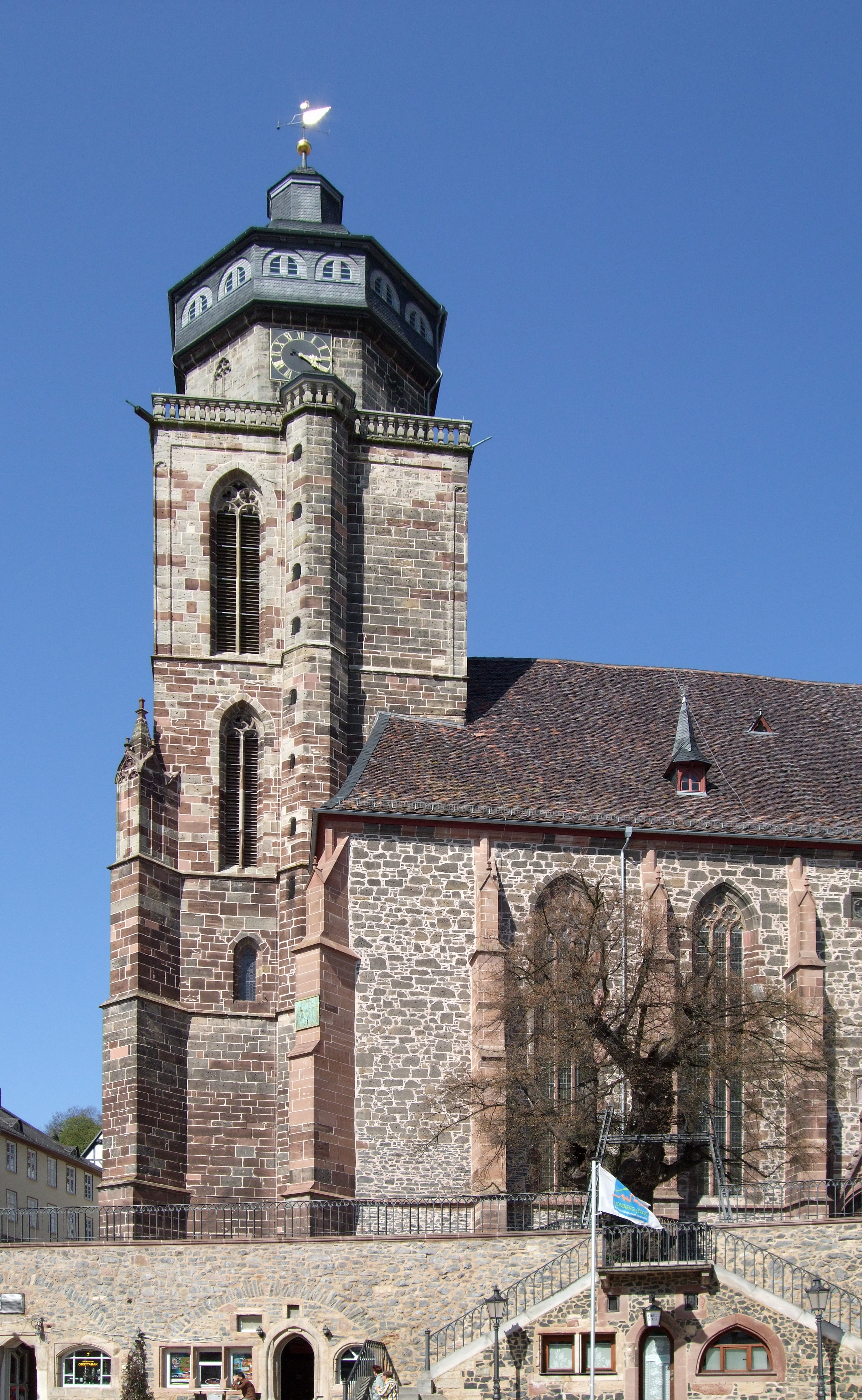
Stadtkirche St. Marien

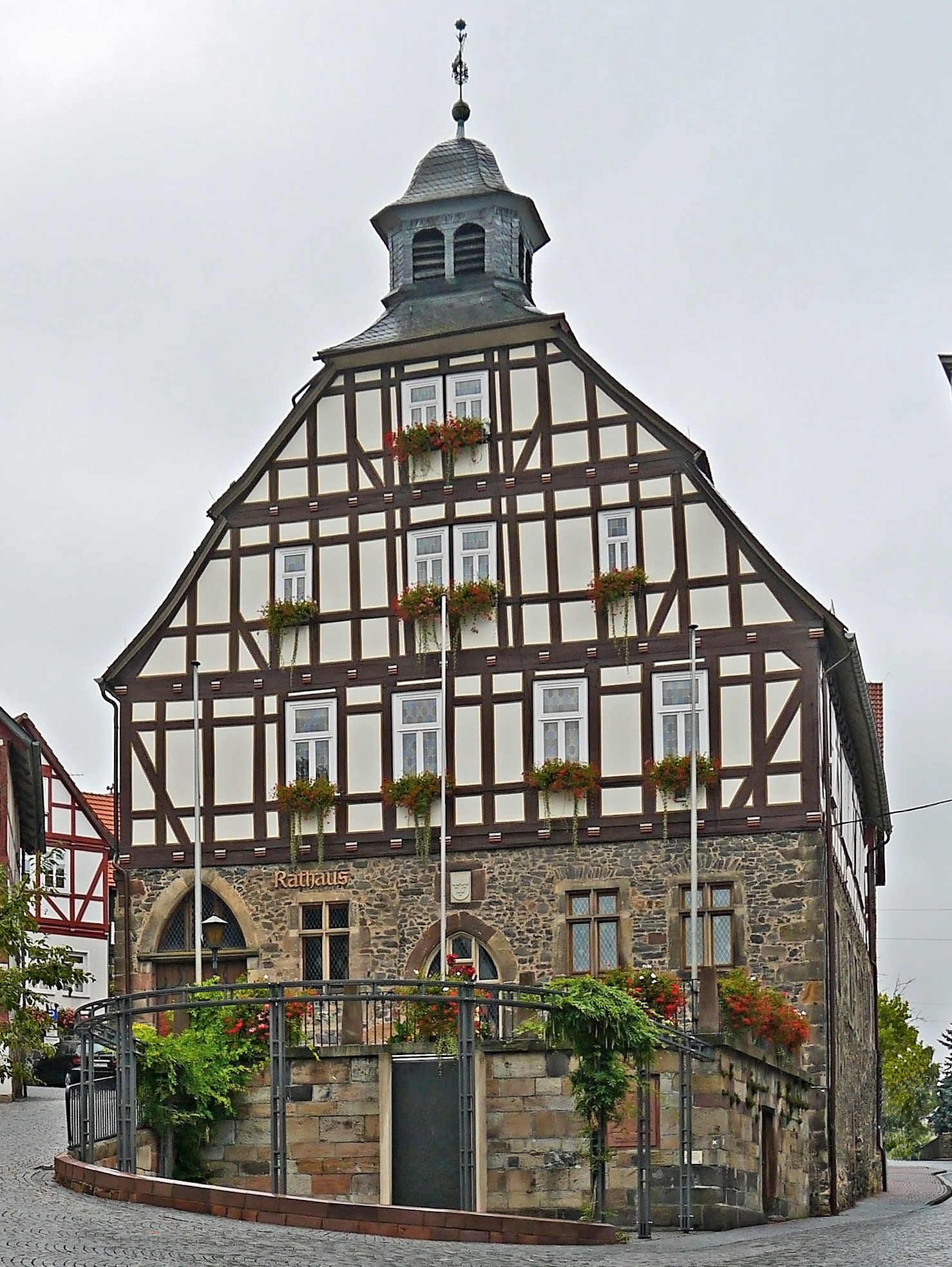
Rathaus

- Stadtkern
Homberg an der Efze ist eine der wenigen Städte, die ihren mittelalterlichen Stadtkern mit zahlreichen historischen Bauten bis heute weitgehend erhalten haben. Der Kupferstich von Matthäus Merian Ansicht von Homberg/Efze zeigt die Stadtansicht, wie sie in der Topographia Hassiae von 1655 wiedergegeben ist. Zahlreiche der dort abgebildeten Gebäude sind noch heute vorhanden. Erst Ende des 19. Jahrhunderts begann die Besiedlung der Bereiche außerhalb der Stadtmauer. Von 2004 bis 2007 wurde die Altstadt aufwändig saniert. Der Marktplatz wurde zur Fußgängerzone umgestaltet. Durch Homberg führt die Deutsche Märchenstraße.
- Stadtkirche St. Marien
Der evangelischen Homberger Stadtkirche St. Marien aus dem 13. Jahrhundert kommt eine besondere Bedeutung innerhalb des hessischen Protestantismus zu: Im Jahre 1526 berief Landgraf Philipp der Großmütige eine Synode nach Homberg ein, die in dieser Kirche tagte und den Zeitpunkt markiert, an dem die Landgrafschaft Hessen evangelisch wurde. Deshalb nennt man diese Kirche, die zu den wichtigsten gotischen Baudenkmälern im nördlichen Hessen gehört, die Reformationskirche Hessens.
- Stadtbefestigung
Die Stadtanlage von Homberg wird von zwei getrennten, aber noch nahezu erhaltenen Stadtbefestigungsanlagen umfasst. Die Altstadt umgibt eine Stadtmauer mit einer Länge von ca. 1800 Metern. Die Höhe betrug sechs bis acht Meter, die Dicke variiert, im Durchschnitt beträgt sie zwei Meter. Die Altstadt war durch drei Tore, das Westheimer Tor, das Holzhäuser Tor und das Obertor zu erreichen. Die Anlage wurde durch sieben Wachttürme gesichert, den Pulverturm, den Tiefen Turm und den ehemaligen Bächtenturm, auf dessen Basis der Dörnberg-Tempel, ein Gartenhaus, errichtet wurde. 1809 diente das Bauwerk als Treffpunkt der Verschwörer gegen Jérôme Bonaparte um Wilhelm von Dörnberg. Eine im Heimatmuseum aufbewahrte Karte weist noch einen Turm zwischen Pulverturm und Westheimer Turm auf, dieser wird in der Literatur jedoch nicht namentlich genannt. Als Verbindungspforte zur Burg diente das sogenannte Pförtchen, das rekonstruiert wurde. Ein Wallgraben sorgte für weiteren Schutz. Am 18. Juli 2005 wurde bei Bauarbeiten eine der Grundmauern des Westheimertorturmes gefunden. Über einem Fundament aus Basaltsteinen wurden glatt behauene Sand- oder Tuffsteine festgestellt. Aufgrund der Mächtigkeit der Grundmauern kann man von einem gewaltigen Bauwerk ausgehen.

Äußeres und inneres Westheimer Tor
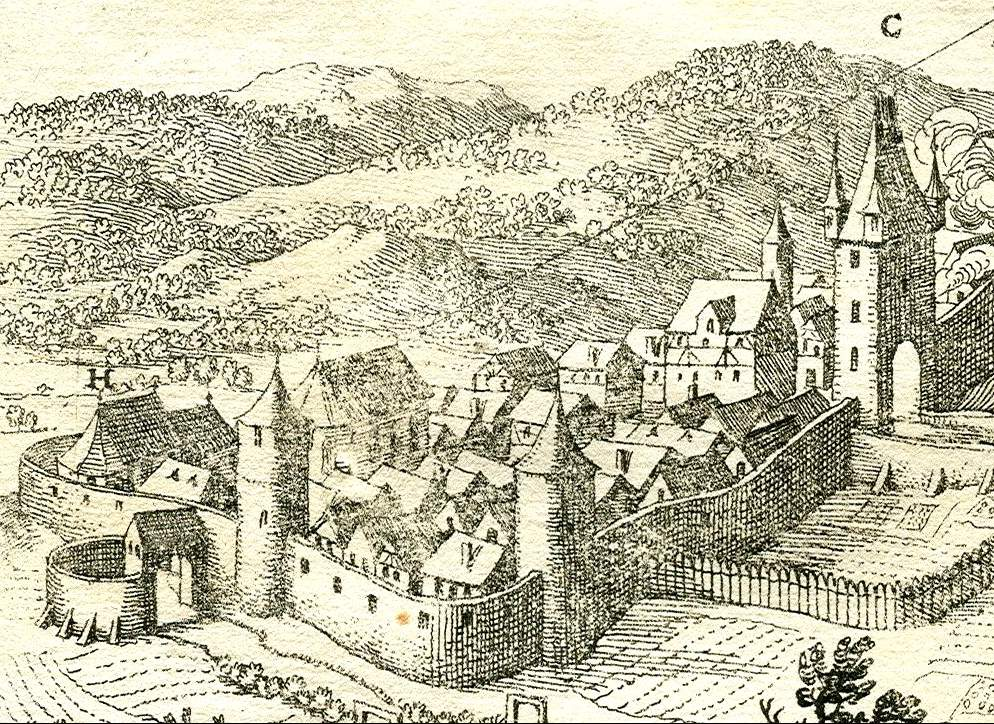
Obertorturm und Holzhäuser Tor mit Bastion

Das linke Bild zeigt aus einem Fehldruck nach Merian die Tor- und Turmanlagen der westlichen Altstadtbefestigung. Zu erkennen sind die Doppeltüren des äußeren Westheimer Tores. Der wuchtige rechteckige Torturm des inneren Westheimer Tores, der Tiefe Turm (noch heute vorhanden) sowie der untergegangene Turm im Bereich des Bischofschen Hauses. Der Torturm war nicht bündig in die Stadtmauer eingebunden, sondern ragte teilweise aus der Stadtmauer heraus. Der eckige Obertorturm grenzte unmittelbar an das Amtshaus und wies nach dem Stich von Merian 1655 Ähnlichkeiten mit dem Westheimertorturm auf. Das Holzhäusertor war durch eine Bastion und ein Torgebäude gesichert. Die ehemalige zwischen 1356 und 1526 selbständige Stadt „Die Freiheit“ bei Homberg verfügte über eine eigene Verwaltung, nach außen deutlich mit Stadtmauer und zwei Toranlagen sowie vier Turmanlagen abgegrenzt. Im Laufe der Stadtentwicklung wurde die Stadtbefestigung um das Vordere Westheimer Tor erweitert. 1526 wurde das Neue Tor an der heutigen Wallstraße als Verbindungstor zwischen Altstadt und Freiheit geschaffen.
- Kirchhof- und Gerichtslinde
Vor der Kirche steht eine vermutlich über 730 Jahre alte Linde. Mit der Kirche bildet der Baum oberhalb des Marktplatzes ein malerisches Ensemble. Der Heimatdichter Heinrich Ruppel widmete der Linde das Gedicht Die Kirchhofslinde in Homberg aus Dankbarkeit für die Geldspenden zum Erhalt des Baumes, nachdem dieser im Hohlraum gebrannt hatte. Auch der Heimatforscher und Schriftsteller Erich Kaiser erwähnte in seinen Schriften oftmals den Baumveteranen. Er ist aufgrund des Alters und seines Standortes über den Schirnen einer der historischen Bäume Deutschlands, denen eine besondere Bedeutung zukommt. Der Baum steht auf dem Gewölbe einer Schirne (Marktlaube), wo er selbst in sehr trockenen Jahren keine Dürre- oder Trockenerscheinungen zeigt.

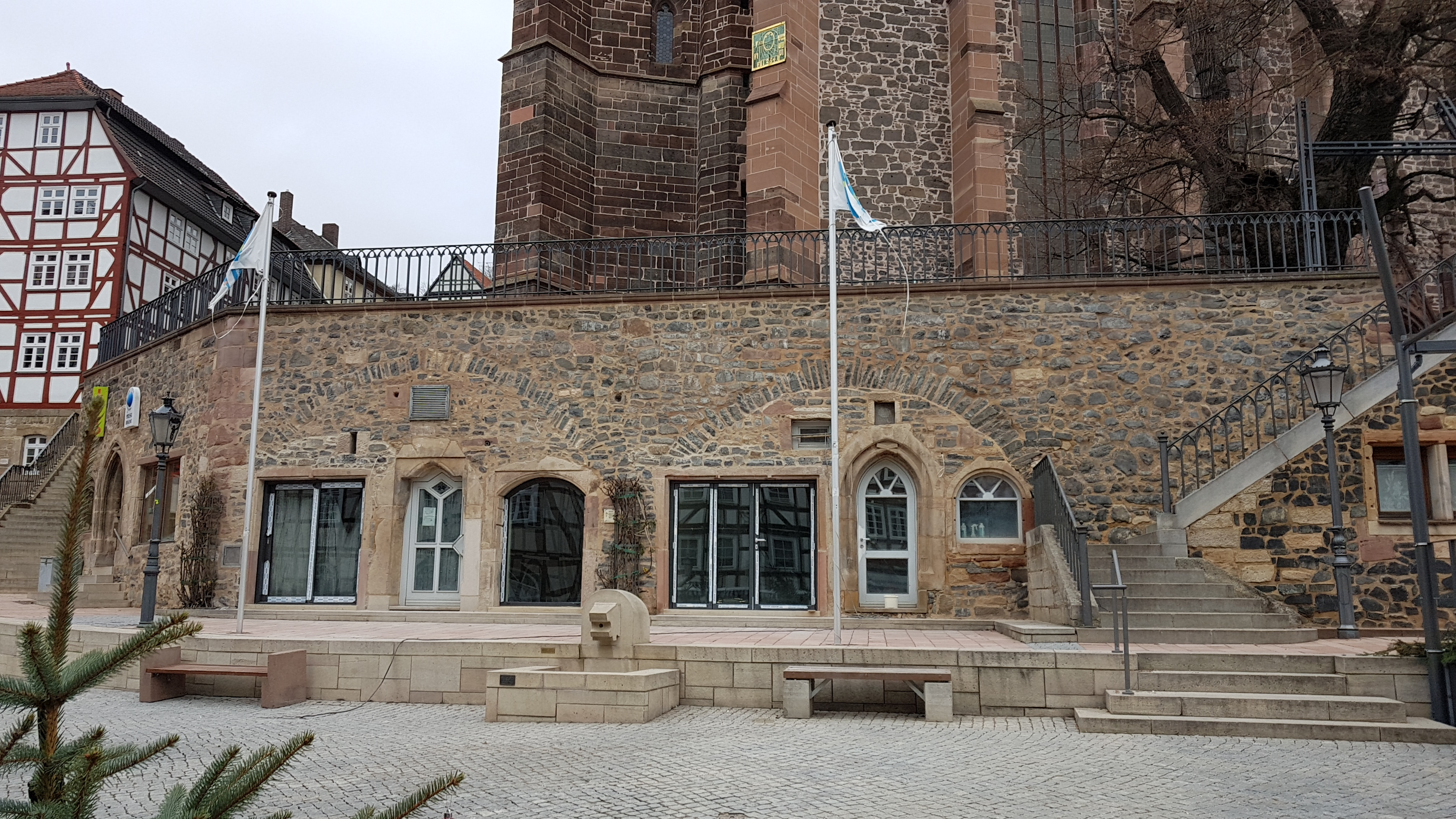

- Schirnen, Möbelwagen und Haus unter der Kirchhofslinde
Der Name „Schirn“ leitet sich aus der Geschichte ihres Standortes ab. In den acht Schirnen unter dem Kirchhof befanden sich die im Mittelalter eingerichteten Verkaufsstände, wie z. B. die der Metzger und Bäcker und eine Garküche. Am ehemaligen Standort, der so genannten Bäckerschirne, Anfang 1820 abgebrochen, wurde an gleicher Stelle ein markantes Gebäude errichtet, das von den Hombergern „Möbelwagen“ genannt wird. Das Gebäude rechts neben der Kirchhoftreppe wurde 1719 auf Trümmern der ehemaligen Garküche errichtet. Im Jahr 2018 wurde mit Umbauarbeiten an zwei der Schirnen begonnen sowie die historischen Fensteröffnungen beseitigt, um Glasfronten einzubauen.

- Rathaus
1704 erbaut auf den Grundmauern eines im Dreißigjährigen Krieg zerstörten Vorgängerbaus aus dem 15. Jahrhundert. Nach dem Siebenjährigen Krieg erfolgte der Bau des Turmes, die Wetterfahne stammt aus dem Jahr 1767. Neben dem gotischen Eingang an der Treppe zur Obertorstraße befindet sich die Homberger Elle, eine mittelalterliche Maßeinheit von 57,4 cm Länge; sie hatte Bedeutung bis in den Thüringer Raum. An der Obertorstraße befindet sich der Eingang zum Stadtkeller.
Seit 1991 befindet sich im Turm des Rathauses ein Glockenspiel. Es ertönt mittags um 12:30 Uhr und abends um 17:45 Uhr. Das Jahr über erklingt Kein schöner Land und in der Weihnachtszeit Süßer die Glocken nie klingen. Die Initiative zur Einrichtung des Glockenspiels ging von dem damaligen Bürgermeister Horst Gunkel aus, das Spielwerk wurde aus Spendengeldern finanziert. Die Simbelschanze vor dem Rathaus wurde 1875 baulich verändert. Der Name stammt von einer Steuer aus demselben Jahr: die Regierung hatte die Erhebung von Simbeln zur Deckung der gestiegenen Ausgaben genehmigt.
- Engel-Apotheke
1668 auf einer Trümmerstätte errichtetes größtes Fachwerkhaus am Marktplatz, war von 1702 bis 2012 Apotheke. Nach der 2017 begonnenen Renovierung[34] wurden 2019 das Haus der Reformation und das Hohenbergmuseum eröffnet.[35]
- Fünffenster-Haus
Ab 1811 wurde im Königreich Westphalen eine Fenstersteuer erhoben; deshalb wurde die Anzahl der Fenster pro Etage auf fünf begrenzt.
- Krone
Fachwerkhaus von 1480, seit 1721 Gasthaus. Bemerkenswerte Balken und Dachkonstruktion, Erkeranbauten aus dem 16. Jahrhundert.
- Geburtshaus des Heimatdichters Ludwig Mohr
an der Südseite des Marktplatzes. Dichter des Romans „Rot-Weiß“, Thema ist der Dörnbergsche Aufstand.
- Weißer Hof
Fachwerkbau der Renaissance. Bemerkenswert ist die Verzierung mit Andreaskreuzen.
- Löwenhaus
1617 erbaut. Wappenstein mit Stab und Schlange sowie ein Löwenkopf mit Inschrift L.A.1664 (Ofenstein) weisen auf den Sitz der Löwenapotheke hin. Wertvolles Renaissanceportal.
- Altes Schulhaus oder Opfermannhaus, Kaserne
1750 als Wohnhaus des Opfermannes (Küsters) der benachbarten Kirche erbaut, diente das Gebäude auch als erste Stadtschule. In unmittelbarer Nachbarschaft gotischer Bau, ehemals genutzt als Kaserne des kurhessischen Jägerbataillons.
- Hochzeitshaus
Erbaut 1552. Nach dem Brand des alten Rathauses als so genanntes neues Rathaus genutzt. Später Pfarrhaus, Schule und Verwaltungsgebäude, seit 1952 Heimatmuseum der Stadt Homberg.
- Baumbachscher Burgsitz
Erbaut um 1543 als Burgsitz der von Baumbach direkt an der Stadtmauer, von 1840 bis 1855 vermietet an die Taubstummenanstalt, seit 1873 im Besitz der evangelisch-lutherischen Kirchengemeinde.
- Haus Leimbach
Markantes Eckhaus mit gotischem Eingangsportal.
- Bischofsches Haus
Stammsitz der Wollhandelsfamilie Bischof, auf Resten nach dem Dreißigjährigen Krieg erbaut. Renaissance-Erker, Hauszeichen von Bischof (Bischofsstab) und dessen Ehefrau, geb. Scheffer (Dreischenkel).
- Haus Klüppel
Sitz des Homberger Landratsamtes bis 1891, an der Seite zur Bischofstraße Sandsteinfiguren vom ehemaligen Kellereingang eines Nachbarhauses.
- Ehemaliges Brauhaus
In den Archivalien der Stadt finden sich verschiedene Bezeichnungen für das Brauhaus in der Untergasse, Ecke Entengasse. 1665 sprach man vom kleinen Brauhaus, an dem ein Brunnen gesetzt wurde. Ab 1730 wurde vom alten oder unteren Brauhaus berichtet, weil zwischenzeitlich ein weiteres Brauhaus errichtet worden war. 1676 wurde das Haus durch Brand teilweise zerstört. Mit der Einführung der Gewerbefreiheit 1869 fand die Homberger Biergerechtsame ihr gesetzliches Ende. Die Stadt veräußerte das Brauhaus an den Pächter Zickendraht, der noch 15 Jahre lang Bier braute. Als weiterer Eigentümer wird der Wagenfabrikant Wilhelm Ulrich genannt. 1918 veräußerte dieser es an den Fuhrmann Aubel, der es zum Wohnhaus in der heutigen Form umbaute.
- Stadtpark Alter Friedhof
Seit 1580 Begräbnisstätte, heute Parkanlage mit sehenswerten historischen Grabdenkmälern Homberger Persönlichkeiten, darunter Minister Julius Rhode, Bürgermeister Winter, Prof. Wilhelm Volckmar. Grabstätte der Äbtissinnen Marianne Freiin vom und zum Stein und Charlotte von Gilsa sowie von Friedensrichter Martin – Personen, die 1809 wesentlichen Anteil an den Vorbereitungen zum Dörnbergschen Aufstand unter Wilhelm von Dörnberg gegen Jérôme Bonaparte hatten. Am 27. Januar 2010 wurde die bisherige Bezeichnung Alter Friedhof in Stadtpark – Alter Friedhof geändert.
- Christus-Epheta-Kirche
1957 geweiht. Der Planentwurf basiert auf einem Kreis, in dessen Mittelpunkt der Altar steht. Dreistufige Kuppel über der Apsis. 12 Fenster in der Schauseite stehen für die 12 Apostel, Turm mit 30 m Höhe. Mosaikentwurf von Gerhard Dechant: Christus heilt zwei taubstumme Kinder. Vierstimmiges Bronzeglockengeläut von 1961 in den Tönen f′-g′-b′-c″.
- Ehemaliges Lehrerseminar
Unterhalb des Bindeweges ließ die preußische Regierung 1879 das neue königliche Lehrerseminar bauen. Die Ausbildungsstätte hatte zuvor 44 Jahre lang im alten Lehrerseminar in der Freiheit bestanden. Der rote Backsteinbau war großzügig gestaltet und galt zu seiner Zeit als der modernste Bau seiner Art in Preußen. Das Gebäude bestand aus einem breiten Mitteltrakt, in dem die Klassen- und Fachräume, Aula und Verwaltung untergebracht waren. In den vorgezogenen Seitentrakten wohnten der Direktor und mehrere Seminarlehrer. 1925 wurde das Lehrerseminar aufgelöst, und das Gebäude diente zunächst als Aufbauschule. Heute wird der gesamte Gebäudekomplex von der Theodor-Heuss-Schule genutzt.
- Die Freiheit
1356 durch Landgraf Heinrich II. gegründeter Stadtteil, getrennt von der Altstadt durch den Stadtmauerring, mit eigenem Bürgermeister, Rathaus, Kirche und Befestigung. 1536 Ende der Selbstständigkeit.
- Das Neue Tor
1536 als Verbindung zwischen der Stadt und dem neuen Stadtteil Freiheit gebrochener Tordurchgang.
- Wallensteinsches Stiftsgebäude
Erbaut um 1550, seit 1616 Burgsitz. Das freiadlige Damenstift Wallenstein wurde von Freifrau Maria Amalia von Schlitz, genannt von Görtz, einer geborenen Freiin von Wallenstein, gegründet. Testamentarisch setzte sie einen Geldbetrag und das Wohnhaus in Homberg für eine Stiftung aus. Hessische Fräuleins und adlige, protestantische Witwen sollten nach Entscheidung der hessischen Regierung aufgenommen werden und ihren Wohnsitz in Homberg haben. Kaiser Franz I. hatte die Stiftung bestätigt. Am 31. Oktober und 1. November 1783 wurde das Stift gemäß einem Reichshofratbescheid vom 25. Juli 1783 errichtet, nachdem dies durch Erbauseinandersetzungen verzögert worden war. Erste Äbtissin wurde Henriette Sophie Christine Rau von Holzhausen, die das Amt bis zum 9. August 1796 innehatte. Vom 18. Oktober 1796 bis zum 7. April 1822 leitete Charlotte Christine Wilhelmine von Gilsa den Stift, gefolgt von Marianne Freiin vom und zum Stein vom 16. August 1823 bis zum 7. November 1831. Heinrich Friedrich Karl vom Stein war vom 29. Dezember 1801 bis zu seiner Ernennung zum preußischen Minister im November 1804 Direktor des Stiftes. Während der napoleonischen Besetzung wurden dem Stift Vermögen und Einnahmequellen entzogen. In der angeblichen Beteiligung am Dörnbergschen Aufstand fand man einen Vorwand gegen das Stift vorzugehen. Der mit den Stiftsdamen befreundete Freiherr Wilhelm von Dörnberg ging im Stift ein und aus. Die Stiftsdame von Gilsa wurde bis zu ihrem Freispruch Ende August 1809 inhaftiert. Dechantin vom Stein wurde nach Paris verbracht, bis sie 1810 über Leipzig und Diez nach Homberg zurückkehrte. Erst am 15. März 1814 wurde das Stift durch Kurfürst Wilhelm I. wiederhergestellt und das Stiftsvermögen soweit möglich zurückgegeben. 1832 wurde das Stift nach Fulda verlegt. Dort konnte das sogenannte Harstallsche Haus Palais Buseck käuflich erworben werden, das den räumlichen Ansprüchen der Stiftsdamen entsprach. Im Jahr 1992 wurde das ehemals selbständige Stift Wallenstein mit der Althessischen Ritterschaft verschmolzen. Nach der Verlegung des Stifts nach Fulda wurde das Gebäude als Wohnhaus für die Pädagogen des Lehrerseminars genutzt.

- Hospital zum Heiligen Geist[36]
Gestiftet 1368 von Priester Heinrich Bischoff zu Gunsten der Armen und Kranken. Der sich vom Altbau trennende Neubau wurde im Dezember 2007 abgerissen und komplett neu als Alten- un.Pflegeheim gebaut. An dem erhaltenen Altbau befindet sich eine Inschrift mit folgendem Wortlaut:

- Gotisches Haus
Ältestes Homberger Wohnhaus, erbaut um 1425.
- Haus Holzhäuser Straße, Ecke Webergasse
Haus aus dem 16. Jahrhundert, in der Wandung zur Webergasse Sandsteinplastik, Engel mit Schwert; Plastik stammt aus dem alten Amtsgericht.
- Ehemaliger jüdischer Betraum (Webergasse)
In diesem Gebäude befand sich der Betraum der jüdischen Mitbürger.
- Baumbachscher Burgsitz am Obertor
Über dem Eingangsportal das Familienwappen mit liegendem Halbmond und zwei Sternen, Original barockes Eingangsportal, das Sockelgeschoss im 19. Jahrhundert baulich verändert.
- Windmühle
Ehemalige Befestigungsanlage der Stadt vor dem ehemaligen Holzhäusertor.
- Stadthalle
1909–1911 als Restaurant Stadtpark erbaut. Nach jahrzehntelanger Zweckentfremdung restauriert, seit 1991 als Stadthalle genutzt. Ausgezeichnet mit dem Hessischen Denkmalschutzpreis. Bemerkenswerte Jugendstilarchitektur.
- Hermann-Schafft-Schule
Schule für Gehörlose und Hörbehinderte. 1912 Einweihung des noch heute genutzten Schulgebäudes.
- Hohlebach Mühle
Die Hohlebach Mühle gilt als die älteste Mühle im Kreis Homberg. 1415 erstmals urkundlich erwähnt, zwischen 1987 und 1989 restauriert. Die Hohlebach Mühle liegt mit den übrigen Homberger Mühlen an einem Betriebsgraben. Der Antrieb des Werkes erfolgte durch ein 1901 und 1949 erneuertes Zuppinger-Wasserrad von 4,80 m Durchmesser und 1,10 m Breite; die nutzbare Kraft betrug maximal 8,5 PS = 6,25 kW. Das Wasserrad wurde im Zuge der Renovierung Ende der 1980er Jahre erneuert. Betrieben wurden ein Walzenstuhl, ein Mahlgang, eine Reinigung und eine Dresch- und Futterschneidemaschine. Das Eichpfahlprotokoll wurde am 18. August 1856 gefertigt. Danach wurde die Wasserkraft durch drei unterschlächtige Wasserräder genutzt; betrieben wurden zwei Mahlgänge und ein Schlaggang. Das Niederschlagsgebiet beträgt für die Anlage 87 km². Der Betriebsobergraben ist 550 m und der Untergraben 280 m lang. Die Hohlebachmühle ist als Mahlmühle stillgelegt. Die Hohlebach Mühle ist im Homberger Raum die einzige, originalgetreu wiederhergestellte Wassermühle.[37]

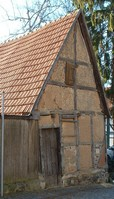
Mittelalterliches Wirtschaftsgebäude

- Nebengebäude des späten Mittelalters

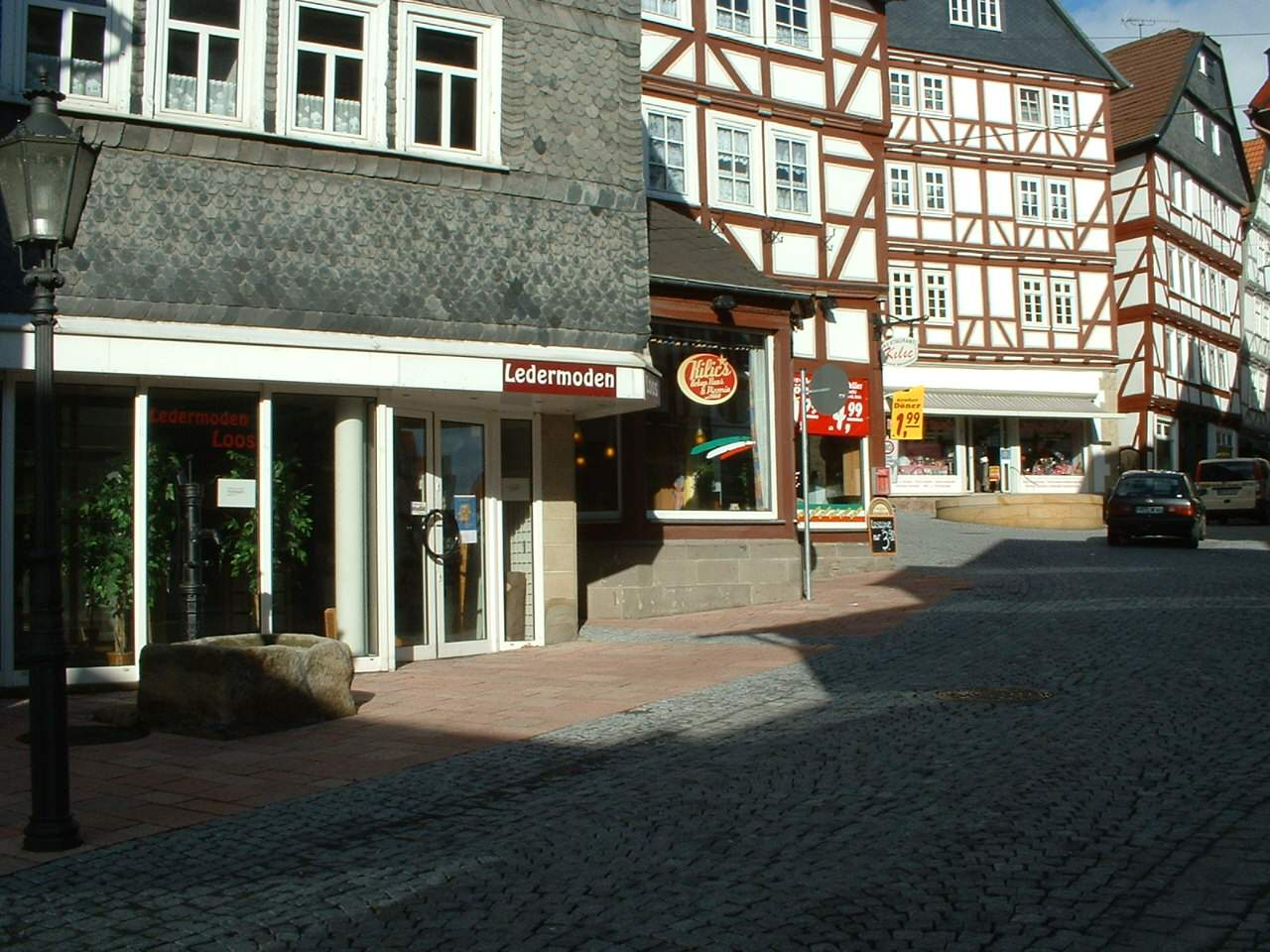
Blick in die Westheimer Straße mit zwei wiederentdeckten Beispielen der historischen Wasserversorgung von Homberg

Es handelt sich dabei um ein landwirtschaftlich oder gewerblich genutztes Nebengebäude aus dem späten Mittelalter. Das Haus liegt an einer Gasse zwischen der Pfarrstraße und der Bergstraße, mit dem Giebel zur Bergstraße. Die Gesamtkonstruktion des Hauses, das noch nicht dendrochronologisch datiert worden ist, weist auf die 2. Hälfte des 15. Jahrhunderts. Ein ähnliches Gebäude befand sich in Marburg, fiel aber dem Abriss zum Opfer. Die Geschosse wurden als Lager- und Abstellräume genutzt. Das Erdgeschoss ist durch eine später eingezogene Mittelwand in zwei Hälften unterteilt. Obergeschoss und Dachgeschoss haben keine Innenwände. Hinweise auf ursprüngliche Unterteilungen fehlen.
Das Gebäude wird durch drei Zugänge erschlossen: Eine Tür an der Osttraufe zum Erdgeschoss von der Hofseite, eine gegenüberliegende Tür an der Westtraufe von der Straße, und eine Türe am Nordgiebel zum Obergeschoss. In das Dachgeschoss führt eine Leiter. In den Gefachen des Giebeldreiecks ist noch der ursprüngliche Wandkern aus Lehmgeflecht vorhanden. Hier sind beim Bau an der Außenseite mit einer spitzen Kelle dreieckige Löcher in die noch feuchte Lehmoberfläche gedrückt worden. Es handelt sich dabei um den so genannten Schuppenputz, der in Nordhessen in einem 1452 erbauten Haus in Bad Hersfeld auch noch im Original erhalten ist, sodass hier eine noch mittelalterliche Wandgestaltung vorliegt. Mit der Sanierung des Gebäudes wurde 2008 begonnen.

- Brunnen und Zisternen
Bei der Erneuerung der Westheimer Straße wurden im Jahr 2006 zwei lange verloren geglaubte Beispiele der historischen Wasserversorgung wiederentdeckt und rekonstruiert. Im Vordergrund des Bildes erkennt man den sogenannten Radbrunnen; auf dem Besenmarkt im Hintergrund wurde eine Zisterne rekonstruiert.
- St. Wendel
1274 südlich der Stadt am Fuße des Schmückeberges errichtet, lag das Sondersiechenhaus St. Wendelin mit Kapelle und Mühle. Im Jahre 1652 wird der letzte Leprosekranke genannt. Später diente das Gebäude als Seuchenhaus sowie Obdachlosenasyl. Der zerfallende Gebäudekomplex wurde 1786 abgebrochen. Das Leprosenhaus gehörte zu dem dichten Netz von insgesamt 68 Orten und 71 Leprosenhäusern mit einer sehr gleichmäßigen Verteilung über das heutige Hessen.
- Kunstwerke
Am 19. Mai 2005 wurde an der Wallstraße eine Gemeinschaftsarbeit von Christina Fiand und Ernst Groß errichtet. Die Skulptur Die Stelzengänger ist eine Auftragsarbeit der Stadt Homberg und der Kraftstrombezugsgenossenschaft (KBG). Drei geschnitzte Figuren auf Stelzen mit über sechs Meter Höhe schauen neugierig über die Stadtmauer an der Wallstraße. Sie sollen die Neugier der Passanten und Vorbeifahrenden auf die Stadt Homberg wecken und sie dazu auffordern, hinter die Mauern der Stadt zu schauen. Dieselben Künstler schufen ein Kunstwerk vor dem Kreishaus des Schwalm-Eder-Kreises oberhalb des Parks Der Alte Friedhof sowie den „Heckengucker“ gegenüber der Stadthalle Homberg.

### Museen
Homberg verfügt über vier Museen und ein Heimatkundliches Archiv.
- Feuerwehrmuseum
- Heimatmuseum im Hochzeitshaus
- Hohenburgmuseum und Haus der Reformation in der ehemaligen Engel-Apotheke[39]
- Heimatkundliches Archiv

### Sport
Sportliches Aushängeschild Hombergs ist die 1. Damenmannschaft der Tischtennisabteilung der Homberger Turnerschaft, die zu den festen Größen im deutschen Tischtennis gehörte. Nach dem Rückzug aus der 2. Bundesliga der Frauen startet die Mannschaft in der Saison 2009/10 nur noch in der Oberliga. Größter Mannschaftserfolg bisher ist der Gewinn des europäischen ETTU-Cups am 31. März 2006 in der Besetzung Wenling Tan Monfardini, Zhenqi Barthel und Yin Na. Gegner im Finale war 3B Berlin.
Zhenqi Barthel von der Homberger Turnerschaft gewann 2006 den Einzel-Titel bei den 74. Nationalen Deutschen Meisterschaften in Minden. Außerdem siegte sie mit ihrem Doppel-Partner, dem Jugend-Weltmeister Patrick Baum, im Mixed. Im Doppel wurde sie zusammen mit Desirée Czajkowski (Watzenborn-Steinberg) Dritte.
Wie vielerorts ist auch hier der Fußball besonders beliebt. Neben dem FC Homberg stellen mehrere Ortschaften alleine oder als Spielgemeinschaften eigene Mannschaften, die teilweise sogar Jugendangebote bieten.
Darüber hinaus gibt es in Homberg eingetragene Vereine für Handball, Tennis, Kampfsport, Motorsport, Reiten, Gymnastik, Schach und Andere.
Homberg liegt am Wanderweg Löwenweg als Teilstrecke des Hessenweges 2, am Abschnitt Lange Hessen des Jakobswegs und ist Startpunkt des Höhenwanderweges nach Bad Hersfeld.

### Regelmäßige Veranstaltungen
Am ersten Wochenende im August feiert die Stadt im Stadtpark Alter Friedhof das Homberger Weinfest.
An drei bis fünf Tagen rund um den Nikolaustag findet auf dem historischen Marktplatz der Stadt der als „Clobesmarkt“ bekannte Weihnachtsmarkt statt.
Im Ortsteil Hombergshausen findet seit 2004 am Himmelfahrtswochenende das Open-Air-Festival Musikschutzgebiet statt.

## Wirtschaft und Infrastruktur
In Homberg sind verschiedene Logistikdienstleister wie die Zentrale des Dänischen Bettenlagers angesiedelt.
Diverse Speditionsunternehmen wie CTL Logistics, Rauter Spedition oder der Logistikdienst sim cargo haben ihren Standort im Industriegebiet. Die Firma Ehring produziert ebenfalls im Industriegebiet Kindermöbel. Die Firma AKH (Antriebstechnik KATT Hessen GmbH) ist ein Hersteller von Spezial-Elektromotoren.

### Behörden
- Sitz der Kreisverwaltung des Schwalm-Eder-Kreises
- Amt für Bodenmanagement als Teil der Hessischen Verwaltung für Bodenmanagement und Geoinformation (HVBG)
- THW – Bundesanstalt Technisches Hilfswerk Ortsverband Homberg (Gründung im April 1953)
- THW – Bundesanstalt Technisches Hilfswerk Regionalstelle Homberg
- Sitz des Bundeswehr-Dienstleistungszentrum Homberg (Efze)

Bis zum 31. Dezember 2004 bestand das Amtsgericht Homberg (Efze). Seine Aufgaben werden heute durch das Amtsgericht Fritzlar wahrgenommen.

### Schulen
Die Stadt verfügt über neun Schulen in sieben Schulformen.
- Bundespräsident-Theodor-Heuss-Schule (Gymnasium)
- Erich-Kästner-Schule (Haupt- und Realschule mit Förderstufe)
- Reichspräsident-Friedrich-Ebert-Schule (Berufliche Schulen des Schwalm-Eder-Kreises in Fritzlar und Homberg)
- Stellbergschule (Grundschule)
- Osterbachschule (Grundschule)
- Matthias-Claudius-Schule (Grundschule im Stadtteil Wernswig)
- Elsa-Brandström-Schule (Schule für Lernhilfe)
- Anne Frank Schule (Förderschule für Praktisch Bildbare)
- Hermann-Schafft-Schule (Schule für Hörgeschädigte und Sehbehinderte mit einer Abteilung für Lernhilfe)

### Weitere Bildungseinrichtungen
- Wildpark Knüll des Schwalm-Eder-Kreises
- Volkshochschule des Schwalm-Eder-Kreises
- Stadtbücherei mit 10.000 Titeln

### Kinder- und Jugendeinrichtungen
Zur politischen Mitsprache ist eine Stadtjugendvertretung eingerichtet. Es steht ein Jugendzentrum zur Verfügung.
- Jugendzentrum im Alten Gaswerk im Davidsweg (Sanierung 2015)

In der Stadt und ihren Stadtteilen stehen neun Kindergärten zur Verfügung.
- Städtische Kindergärten (die Kindergärten „Holzhäuser Feld“ und „Osterbach“ in der Kernstadt, Kindergarten „Phantasien“ im Stadtteil Wernswig sowie Kindergärten in den Stadtteilen Holzhausen und Hülsa)
- Kirchliche Kindergärten (Evangelischer Kindergarten „Katterbach“, Katholischer Kindergarten)
- Kindergärten der Arbeiterwohlfahrt (in den Stadtteilen Caßdorf und Mardorf)

### Senioren- und Pflegeeinrichtungen
- AWO-Altenzentrum Homberg (Arbeiterwohlfahrt)
- Senioren Residenz Papillon
- Seniorenwohnanlage Moritz-Weinrich-Haus (Caritas)
- Altenpflegeheim „St. Marien“ Homberg (Caritas)

### Weitere Sozialeinrichtungen
Für Menschen mit Behinderungen sowie für Menschen, die von einer Behinderung bedroht sind, stehen verschiedene Betreuungs- und Anlaufstellen zur Verfügung.
- AKGG Frühförderung – Beratungsstelle für Frühe Hilfen im Schwalm-Eder-Kreis (für Säuglinge, Klein- und Kindergartenkinder mit vermutetem Entwicklungsrisiko, bestehenden Entwicklungsauffälligkeiten bzw. Behinderungen)
- Begleitetes Wohnen in Familien (Psychosoziales Zentrum Schwalm-Eder-Nord)
- Betreutes Wohnen für Menschen mit seelischen Behinderungen (Psychosoziales Zentrum Schwalm-Eder-Nord)
- Psychosoziale Kontakt- und Beratungsstelle (Psychosoziales Zentrum Schwalm-Eder-Nord)
- Sozialtherapeutische Wohneinrichtung und Werkstatt für behinderte Menschen „Batzenmühle“ im Stadtteil Wernswig (Hephata Diakonie; für Menschen mit Abhängigkeitserkrankungen)
- Tagesstätte (St. Elisabeth-Vereins im Oikos Sozialzentrum, Psychosoziales Zentrum Schwalm-Eder-Nord)

### Medien
Die Hessische/Niedersächsische Allgemeine ist die einzige in Homberg erscheinende Tageszeitung mit Regionalteil. Das Amtsblatt Homberg aktuell und die Regionalzeitung Homberger Anzeiger werden wöchentlich an alle Homberger Haushalte verteilt.

### Verkehr

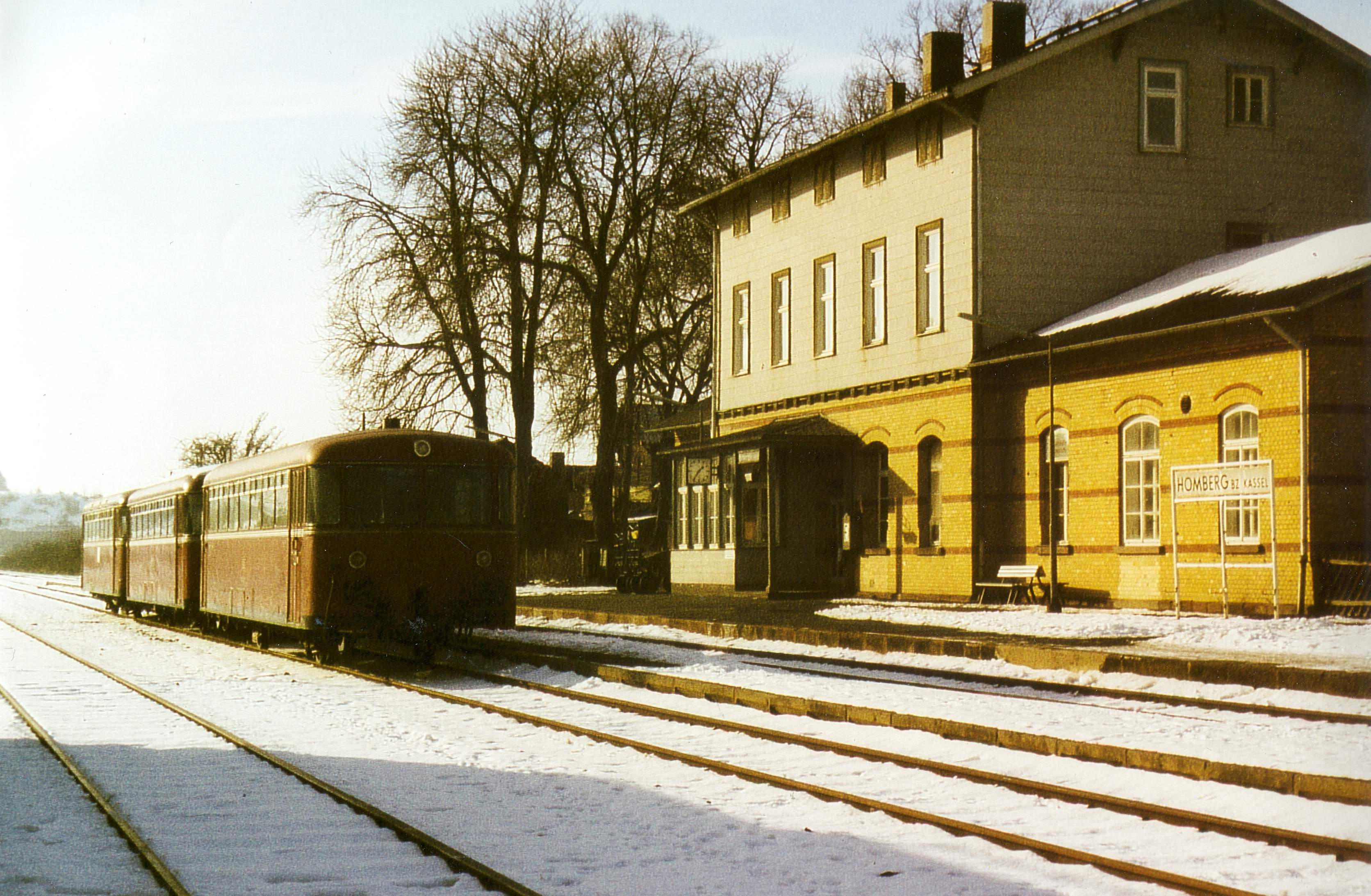
Bahnhof Homberg (Efze) (1970)

Homberg gehört dem Nordhessischen Verkehrsverbund an.
Die Stadt liegt an der Bundesstraße 254, von der die Bundesstraße 323 abzweigt. Über Letztere ist Homberg mit der auf dem Gebiet der Nachbargemeinde Knüllwald gelegenen Anschlussstelle Homberg (Efze) der Bundesautobahn 7 verbunden. Angesichts des hohen Anteils an Fachwerkhäusern in der Altstadt wurde auch die „braune Route“ der Deutschen Fachwerkstraße über Homberg geführt.
Die Bahnstrecke Leinefelde–Treysa, ein Teilstück der Kanonenbahn, führte über Homberg. Die Gleisanlagen auf dem Abschnitt Treysa–Homberg sind noch vorhanden, jedoch wurden der Personenverkehr 1981 und der Güterverkehr 2002 eingestellt.

## Persönlichkeiten

### Ehrenbürger der Stadt
- Wilhelm Winter (1813–1901), Bürgermeister von 1853 bis 1898
- Horst Gunkel, Bürgermeister a. D.
- Helmut Blau, Bürgermeister a. D.
- Jürgen Monstadt, langjähriges Mitglied des Magistrats und der Stadtverordnetenversammlung

Am 28. März 1933 wurde Adolf Hitler und Hermann Göring die Ehrenbürgerwürde der Stadt Homberg verliehen. Obwohl diese mit dem Tode endet und sie ohnehin Kriegsverbrechern nach dem Beschluss der Direktive 38 des Alliierten Kontrollrats in Deutschland vom 12. Oktober 1946 entzogen worden war, wurde im Januar 2009 darüber beraten, Hitler und Göring in einem symbolischen Akt die Ehrenbürgerschaft der Stadt Homberg formal zu entziehen. Das Stadtparlament erkannte den Ehrentitel schließlich formell am 22. Januar 2009 ab.

### Söhne und Töchter der Stadt
- Johannes Muth (1468–1504), hessischer Kanzler
- Mutianus Rufus (1470–1526), Humanist
- Hans Kortrog (um 1470–nach 1532), Glockengießer
- Gerhard Ungefug (1490–1542), evangelischer Theologe und Pfarrer
- Wigand Lauze (um 1495–1570), Chronist
- Simon Bing (um 1517–1581), landgräflich-hessischer Rat
- Hans Staden (1525–1576), Landsknecht und Verfasser eines frühen Berichtes über Brasilien
- Reinhard Scheffer der Ältere (1529–1587), hessischer Kanzler
- Justus Vietor (1532–1575), Geistlicher und Theologe
- Johann Konrad Spangenberg (1711–1783), Mathematiker und Philosoph
- Georg von Dalwigk (1738–1806), Generalleutnant, Gouverneur von Hanau
- Justus Philipp Rommel (1753–1837), evangelischer Theologe
- Hans Adolph Friedrich von Eschstruth (1756–1792), hessischer Jurist und Komponist
- Levin von Heister (1757–1816), preußischer Generalleutnant
- Gottlieb Rohde (1777–1863), Landrat im Kreis Marburg
- Friedrich Ludwig Rembe (1784–1867), Amtmann, Kreisrat und Abgeordneter im Landtag der Kurhessischen Ständeversammlung
- Carl Wilhelm Rohde (1785–1857), deutscher Kaufmann, Bürgermeister und Abgeordneter des Landtags von Hessen-Kassel
- Wilhelm Uloth (1804–1885), Kommunalpolitiker, Jurist und Regierungsrat
- Daniel Malcomes (1809–1881), Mitglied der kurhessischen Ständeversammlung
- Heinrich Koch (1811–1870), Bürgermeister von Waßmuthshausen und Mitglied der Kurhessischen Ständeversammlung
- Johann Carl Rohde (1812–1888), Politiker und Minister (für Justiz, Finanzen und Inneres) im Kurfürstentum Hessen.
- Wilhelm Winter (1813–1901), Bürgermeister von Homberg, Abgeordneter des Provinziallandtages der Provinz Hessen-Nassau
- Heinrich Robert Martin (1815–1895), Jurist und Oberlandesgerichtsrat
- Conrad Eckhard (1822–1905), Physiologe
- Ludwig Mohr (1833–1900), Dichter
- Johann Friedrich Conrad Carl Demme (1834–1903), geboren im Ortsteil Berge, Abgeordneter des Provinziallandtages der Provinz Hessen-Nassau
- Carl Hunstein (1843–1888), Kolonialbeamter, Ornithologe und Pflanzensammler
- Philipp Konrad Nöll (1846–1906), Abgeordneter des Provinziallandtages der Provinz Hessen-Nassau, geboren in Mühlhausen
- Heinrich Otto (1858–1923), geboren im Ortsteil Wernswig, Maler
- Elisabeth Seifahrt (1860–1933), Politikerin (DDP), Abgeordnete der Hamburgischen Bürgerschaft, geboren in Hombergshausen
- Theodor Rudolf Dithmar (1863–1948), evangelischer Theologe und Abgeordneter des Kurhessischen Kommunallandtages des Regierungsbezirks Kassel
- Philipp von Gehren (1868–1931), Verwaltungsbeamter und Rittergutsbesitzer
- Max Hoffmann (1869–1927), Diplomat und General
- Wilhelm Schoof (1876–1975) Germanist
- Heinrich Justi (1876–1945), Politiker (DNVP, CNBL), Abgeordneter im Preußischen Landtag, geboren in Lützelwig
- Hans Gehrig (1882–1968), Volkswirtschaftler
- Fritz Hartung (1884–1973), Jurist und bekannter Strafrechts- und Strafprozessrechtskommentator in der Bundesrepublik
- Theodor Burchardi (1892–1983), Marineoffizier, zuletzt Admiral im Zweiten Weltkrieg
- Karl Adolf Spanknöbel (1892–1983) alias Charles Adolph Noble, Unternehmer
- Theodor Werner (1892–1973), lutherischer Pfarrer, Liturgiker und Kirchenlieddichter
- Karl Julius Hartmann (1893–1965), Mediziner und Direktor der Staats- und Universitätsbibliothek Göttingen
- Heinz Spanknöbel (1893–1947) Gründer der NS-Organisation Friends of New Germany in den USA
- Carl Heinrich Ernst Exter (1902–1972), Apotheker und Abgeordneter des Provinziallandtages der Provinz Hessen-Nassau
- Heinz Jost (1904–1964), SS-Brigadeführer, Generalmajor der Polizei, als Kriegsverbrecher verurteilt, geboren in Holzhausen
- Heinrich Döring (1913–ca. 1962), Mathematiker und Kryptologe
- Paul Ehrhardt (* 1922), im Ortsteil Caßdorf geborener Science-Fiction-Autor
- Adolf Schmidt (1925–2013), Politiker (SPD), von 1972 bis 1987 Abgeordneter im Bundestag, außerdem von 1969 bis 1985 Vorsitzender der IG Bergbau und Energie, geboren im heutigen Stadtteil Holzhausen
- Erich Breiding (1925–2009), Unternehmer
- Hans-Joachim Bauer (* 1942), Künstler
- Dieter Bott (* 1943), Soziologe und Hochschullehrer
- Heinrich Sattler (* 1945), Politiker (CDU), Bürgermeister von Hofgeismar
- Gerhard Grau (* 1947), Fußballspieler
- Günter Abel (* 1947), Philosoph
- Kay-Uwe Götz (* 1959), Agrarwissenschaftler
- Angelika Taschen (* 1959), Verlegerin
- Cornelia Regin (* 1959), Archivarin und Historikerin
- Evelin Schönhut-Keil (* 1960), Politikerin (Grüne), Abgeordnete des Hessischen Landtags, Landesvorsitzende der hessischen Grünen
- Rainer Störmer (* 1961), Jurist, Richter am Bundesverwaltungsgericht
- Michael Tegtmeier (* 1961), Brigadegeneral des Heeres der Bundeswehr
- Alexander Mlasowsky (* 1962), Archäologe
- Matthias Schmidt (* 1963), Politiker (SPD), MdB
- Sven Gerhardt (* 1968), Schauspieler und Synchronsprecher
- Karsten Mosebach (* 1969), Fotograf und Lehrer
- Steffen Harning (* 1969), Musikmanager, Musikproduzent und DJ
- Tatjana Schnell (* 1971), Psychologin und Autorin
- Matthias Botthof (* 1972), Bodybuilder und Kampfsportler
- Anna-Maria Schölch (* 1973), Politikerin (CDU), Abgeordnete im Hessischen Landtag
- Peter Kehl (* 1976), Politiker (FDP), Abgeordneter im Landtag von Sachsen-Anhalt
- Felicitas Woll (* 1980), Schauspielerin
- Tobias Damm (* 1983), Fußballspieler und -trainer
- Marlene Kowalik (* 1984), Fußballspielerin
- Jascha Küllmer (* 1989), Hörfunkmoderator
- Christoph Sippel (* 1997), Politiker (Bündnis 90/Die Grünen), Abgeordneter im Hessischen Landtag
- Jan Schöppner (* 1999), Fußballspieler

### Mit der Stadt verbundene Personen
- Hiob von Schrendeisen, 1526 bis 1538 landgräflich-hessischer Rentmeister in Homberg
- Nikolaus Asclepius (um 1500–1571), Lehrer in Homberg
- Siegmund Peter Martin (1780–1834), liberaler Politiker
- August Vilmar (1800–1868), Theologe, Pädagoge, kurhessischer Staatsrat
- Wilhelm Valentin Volckmar (1812–1887), Orgelspieler
- Carl von Funck (1881–1963), 1918–1932 Landrat des Kreises Homberg, 1932–1945 Landrat des Kreises Fritzlar-Homberg
- Heinrich Ruppel (1886–1974), Dichter und Schriftsteller
- Viera Janárčeková (* 1941), Komponistin, lebt bei Allmuthshausen
- Hans-Joachim Bauer (* 1942), Landart-Künstler, hat sein Atelier im Ortsteil Mardorf
- Ulrich Holbein (* 1953), Schriftsteller, lebt bei Allmuthshausen
- Matthias Reim (* 1957), Sänger